# Любін (Польща)
Любін (пол. Lubin, нім. Lüben) — місто в південно-західній Польщі, Нижня Сілезія, Нижньосілезьке воєводство, центр Любінського повіту та гміни Любін. Розташоване на Любінській височині, на річці Зимниця.
Любін розташований у Легницько-Глогувському мідному районі. Любін є домом для KGHM Polska Miedź, заснованого в 1961 році, одного з провідних виробників міді та срібла у світі.
За даними Головного управління статистики на 31 грудня 2022 року, Любін налічував 68407 мешканців і було п'ятим за чисельністю населення містом (після Вроцлава, Валбжиха, Легниці та Єленя-Гури) у Нижньосілезькому воєводстві та 51-м за чисельністю населення містом у Польщі.

## Назва
За словами німецького лінгвіста Генріха Адамі, назва міста походить від польського слова «lubić» — термін для позначення позитивної людської емоції «любити, подобатися». У своїй праці про назви місцевостей у Сілезії, виданій у 1888 році у Вроцлаві, він згадує оригінальну назву як «Lobyn» і «Lubyn», перекладаючи її значення «Lieblingsort», тобто перекладаючи на польську «Miejscowość milość» або «Улюблене місце». Пізніше назва була фонетично германізована до Любен і втратила своє початкове значення.
Село згадується у давньопольській латинізованій формі Любін у латинському документі, виданому 1246 р. у Любіні канцелярією князя Болеслава II Рогатки. У латинській хроніці Liber fundationis episcopatus Vratislaviensis (укр. Книга винагород Вроцлавського єпископства), написана за часів єпископа Генріка Вержбнського у 1295–1305 роках, місто згадується в латинізованій формі Любін. Назва села в сучасній формі Любін згадується в латинському документі 1312 року, виданому в Глогуві. Місто згадується в латинському документі, виданому в 1332 р. у Любіні в латинізованій старопольській формі Lobyn. У 1613 р. сілезький регіоналіст та історик Миколай Генель з Прудніка згадує місто у своїй праці з географії Сілезії під назвою Сілезіографія, що дала його латинську назву: Lubena.
Польське ім’я Bukowa та німецьке Luben у книзі «Короткий нарис сілезької єографії для початкового навчання», виданій у Глогувеку 1847 року, згадував сілезький письменник Юзеф Ломпа .

## Структура
За даними на 1 січня 2015 року Любін має площу 40,77 км², у тому числі:
- сільськогосподарські угіддя: 53%;
- ліси: 11,5%.

Місто становить близько 5,73% площі повіту.

## Демографія
Схема чисельності населення міста Любін
Найбільше населення Любіна було зафіксовано в 1996 році - за даними ЦСУ 83490 жителів.
Дані від 31 грудня 2011 р.
| опис                                | Всього | Всього | жінки  | жінки | Чоловіки | Чоловіки |
| ----------------------------------- | ------ | ------ | ------ | ----- | -------- | -------- |
| одиниця                             | Люди   | %      | Люди   | %     | Люди     | %        |
| населення                           | 75 147 | 100    | 38 988 | 52    | 36 159   | 48       |
| щільність населення (населення/км²) | 1843   | 1843   | 956    | 956   | 887      | 887      |

За даними 2008 року середній дохід на одного мешканця Любінського повіту становив 5432,4 злотих брутто, за статистикою 2018 року вже близько 7200 злотих, що є найвищим результатом у Польщі.

## Історія

### Передісторія Любінських земель
В адміністративних межах сучасного Любіна та його найближчих околиць виявлено кілька кремаційних могильників періоду ІІІ-V доби бронзи та раннього періоду залізної доби, т. зв. Гальштат, і таким чином пов’язаний з лужицькою культурою, яка розвивалася майже на всій території сучасної Польщі протягом приблизно 1000 років (1300 – 400 рр. до н. е.). Однак найстарішим є могила-скелет, виявлена в 1941 році за межами міста, на дорозі на Шцінаву. Його створення відносять до молодшого періоду кам'яного віку - неоліту, тобто близько 4000 років тому.
Заснування першого поселення в сучасному Любіні (маєток Старий Любін) пов’язане з перетином важливих торговельних шляхів у цьому місці (наприклад, з Магдебурга через Вроцлав до Києва та з півдня через Велику Польщу до Балтійського моря ), і тому це було ймовірно місце відпочинку мандрівних купців і торгівлі їхніми товарами. До кінця не відомо, чи правив Любін Dziadosanie або Trzebowianie, тому що воно було на півдорозі між їхніми головними опорними пунктами.

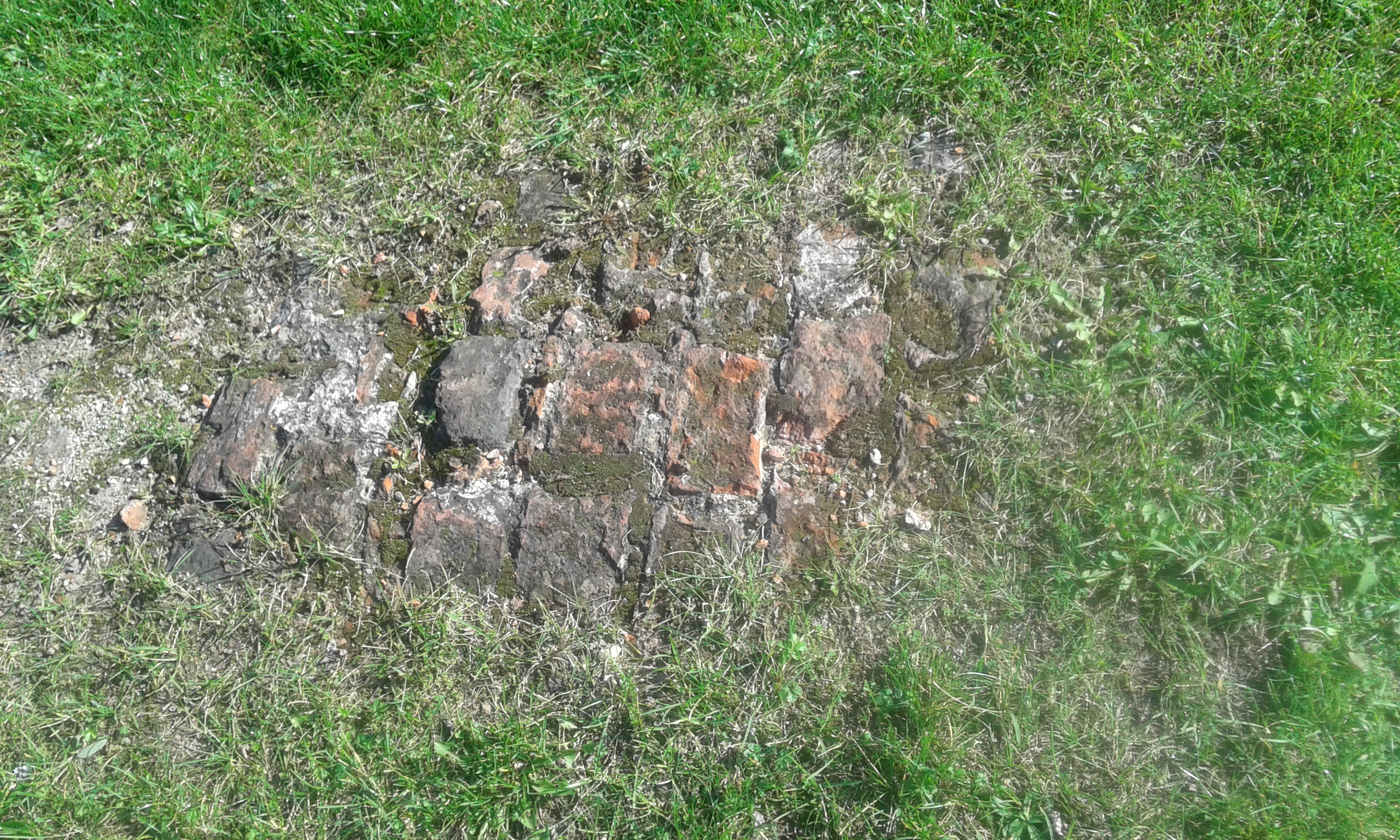
Залишки замку П'ясти

### Середньовічний період
Перша згадка про Любін датується 936 роком, поселення згадується в Хроніці Баварського географа. Інший походить з другої половини XII століття. Папська булла, видана ймовірно у 1155 році, перераховує Любін серед 13 сілезьких каштелянів, близько 1176 року князь Болеслав Високий надав Любіну права на торгівлю, а в 1178 році він підносить поселення в Старому Любіні до рангу міста за польським правом. Нове місто, розташоване між кастелянами (територія сучасного Вроцлавського парку) і Старим Любіном, можливо, було засноване Гедвігою Сілезькою та Генріхом I Бородатим близько 1205 року.
З 1267 року Любін належав Тшебницькому монастирю, у 1273 році він був включений до князівства Шцинава, а з 1339 року до князівства Легніца. У 1319 році завдяки князю Яну Сцинаві це місце було підтверджено за магдебурзьким правом. З 1349 р. Любін був столицею князівства. Його першим правителем був Людвік I Бжеський, засновник «Кодексу Любінського» з ілюстрованою легендою про св. Гедвіга Сілезька. Останньою була Анна Поморська, яка правила містом до своєї смерті в 1550 році. Місто було оточене стінами, побудовано костел і розширено замок. Під час гуситських воєн місто було частково зруйноване, напр. через пожежі 1428 і 1431 років. Короткий період відродження в 16 столітті ознаменувався розвитком драпірування, торгівлі домашнім і іноземним сукном, великою рогатою худобою і свинями. Цей період закінчився Тридцятилітньою війною, коли в місті розташувалися 18 500 солдатів шведського Корпусу сталевих рукавичок. Велика пожежа 1626 року знищила будівлі, а чума 1630 року знищила жителів.

### Любін післяСілезьких воєн

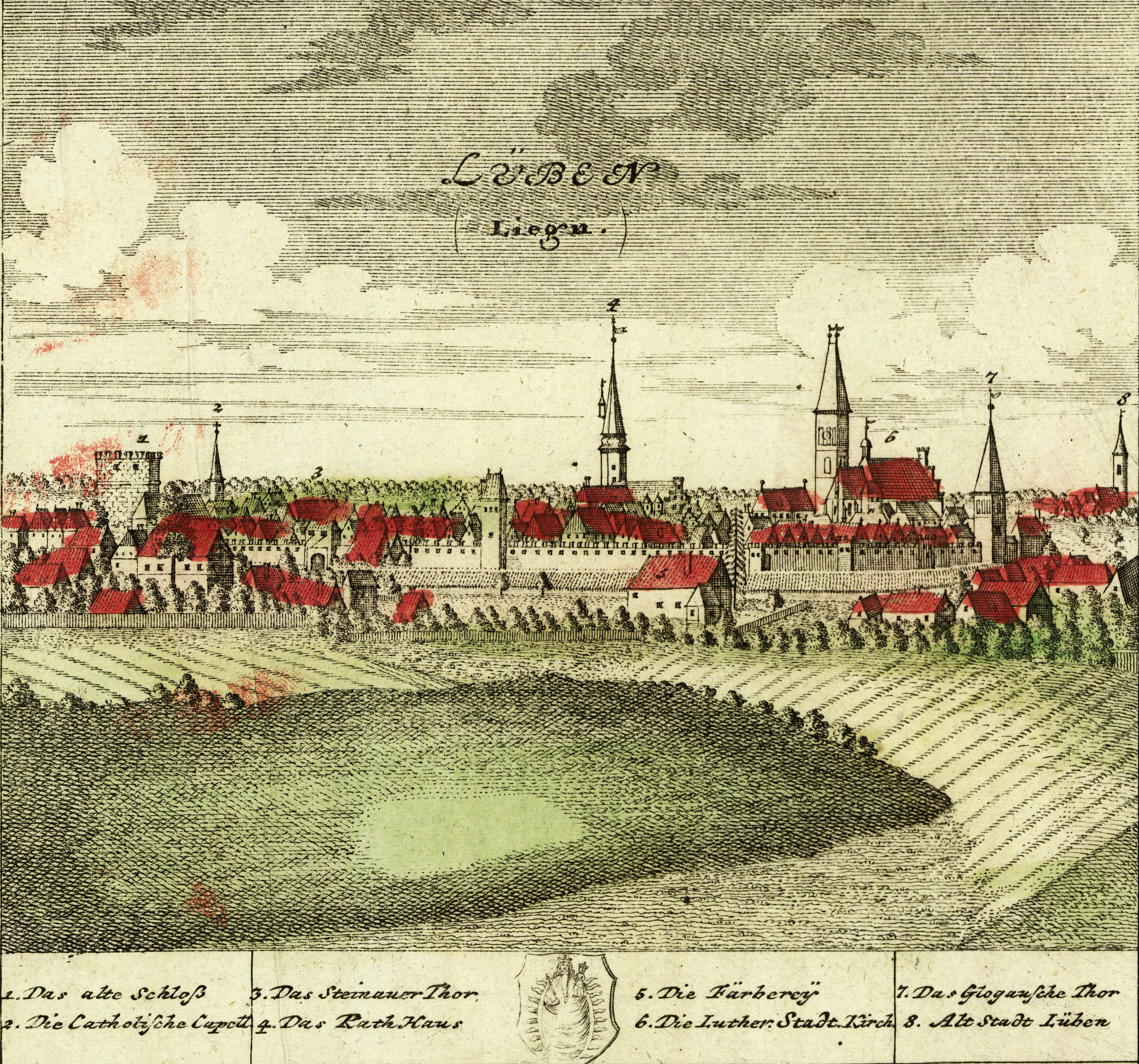
Панорама міста на гравюрі 1738 р. за малюнком Ф. Б. Вернера.

Реальність Любіна почала змінюватися після завоювання Сілезії Прусією, герцогство Легніца, до якого належав Любін, керувалося з Берліна. Зміна політичної приналежності, яка стала результатом завоювання, означала, що на місто почали впливати берлінські бюрократи, а не місцеві чиновники, які сиділи в Легницькому замку, як за часів Габсбургів.
Лютеранські пастори, звітуючи про свої парафії ще напередодні ХІХ ст., писали про автохтонів з Любенщини, які щодня користувалися діалектом польської мови. Передбачалося, що Пруссія буде мілітаризованою, тому обов'язково однорідною країною; це спричинило заплановану акцію германізації, яка тривала в основному до 1930-х років, ця акція призвела до повної германізації Любіна та його околиць.

### Економічне відновлення
Економічне відродження почалося в другій половині XIX століття, коли були засновані цукровий завод, полотняна фабрика і вовнопрядильна фабрика, дерево-, металообробні комбінати, харчова промисловість. У 1869 році Любін отримав залізничне сполучення з Легницею, в 1910 році з Глогувом і в 1914 році з Хоцянувом. У 1896 році була заснована фабрика піаніно.

### Любін після Другої світової війни

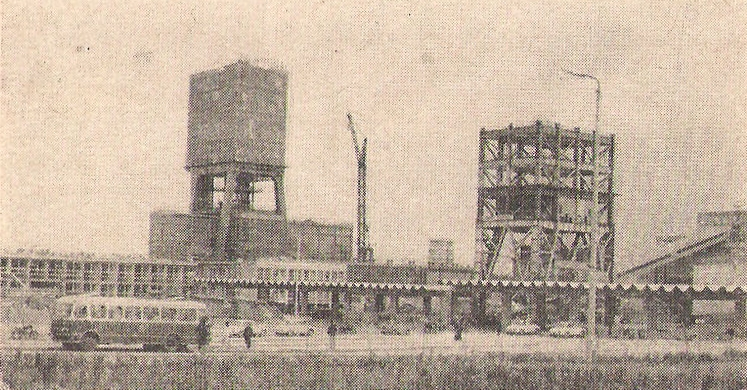
Будівництво гірничих заводів 1965р

Німецько-нацистські війська були вибиті з міста радянськими військами 9 лютого 1945 року (на честь загиблих радянських воїнів споруджено пам'ятники по вул. Кюрі-Склодовської та на вул. Відродження). Після Другої світової війни німецькомовне населення міста було виселено до Німеччини. Місто було зруйноване на 80 відсотків. У 1946 році вони були включені до новоствореного Вроцлавського воєводства. Лише 7 травня 1946 року закріпилася сучасна назва, раніше використовувалися форми «Lubień» і «Lubiń».
У 1957 році інж. Ян Вижиковський відкрив родовища мідної руди поблизу Любіна та Полковіце. 28 грудня 1959 року рішенням Міністерства важкої промисловості було створено державне підприємство Kombinat Górniczo-Hutniczy Miedzi, якому було доручено видобуток і переробку мідних руд із нововідкритих родовищ.
Тоді ж почалося будівництво перших нових житлових масивів:
- Житловий масив Центрум, 5тис. жителів у 1961-1965 рр.
- Житловий масив Сташиця, 18 тис жителів у 1967-1968 рр.[27]

Перші 17 житлових будинків на 522 квартири на 1200 місць були побудовані в 1960 році.
До кінця 1960-х років KGHM фінансував половину інфраструктури Любіна (житлові масиви, робітничі готелі, школи, вулиці, дитячі садки, службові павільйони).

### Місто 70-80-х років ХХ ст
У 1975–1998 роках місто адміністративно належало до Легницького воєводства.
Зведено ще житлові масиви:
- Житловий масив Zwycięstwa, 5 тис. жителів у 1975 р.
- Житловий масив Свєрчевських, 5 тис. жителів у 1976 р.
- Житловий масив Przylesie, 28 тис. жителів у 1982 р.
- Житловий масив Устроне з 1975, у 1984 р. 7 тис. жителі
- Житловий масив Вижиковського, з 1983, у 1984 р. 5 тис. мешканців[27].

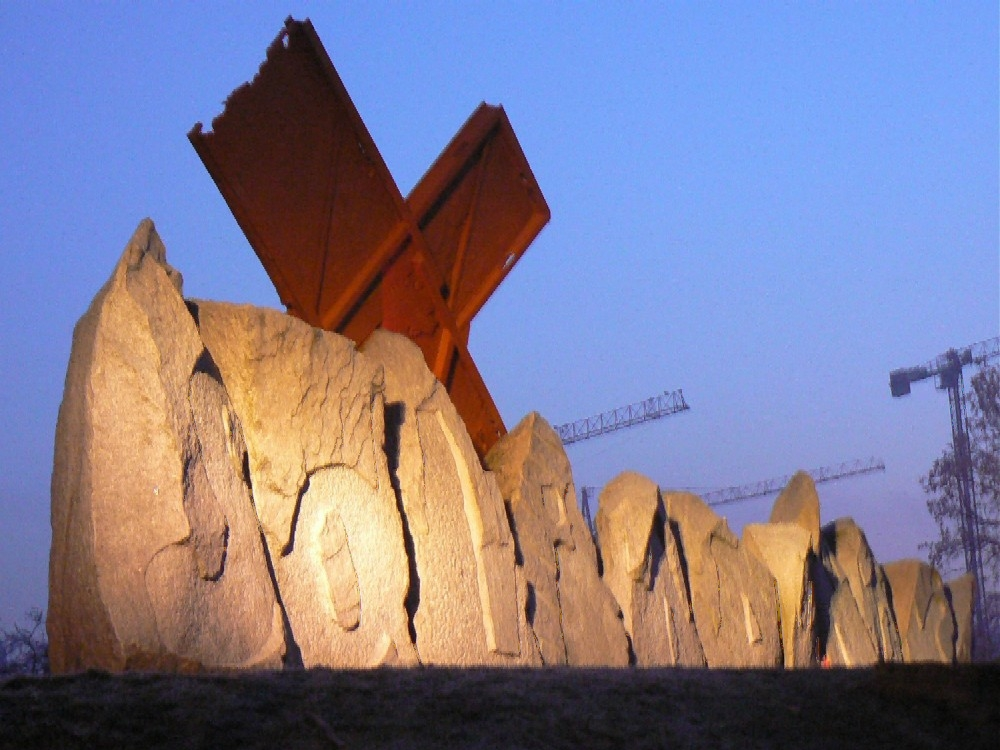
Пам'ятник жертвам Любіня 82

31 серпня 1982 року відбулася Любінська різанина – найкривавіша подія в Любіні з часів Другої світової війни, під час якої Громадянська міліція разом із ЗОМО придушила демонстрацію проти воєнного стану. Троє людей (Міхал Адамович, Анджей Трайковський і Мєчислав Позняк) загинули від бойових снарядів, кілька десятків отримали поранення.
У десяту річницю Любінського злочину в центрі міста відкрили меморіал жертвам. Крім того, там, де пролунали смертельні постріли, встановлено менші меморіали.

## Пам'ятники
До обласного реєстру пам'яток внесено:
- історичний центр міста

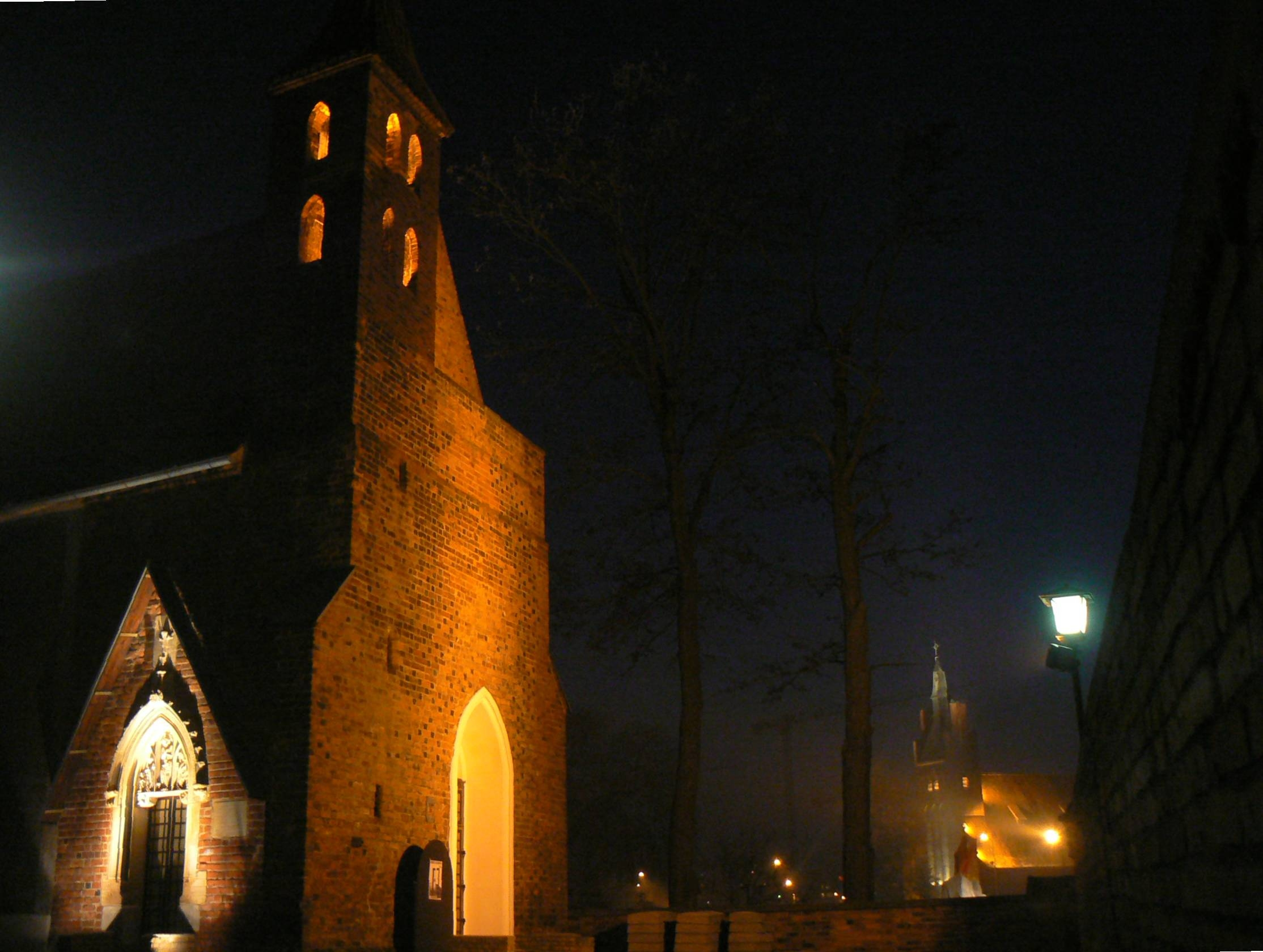
Освітлення замкової каплиці та костелу св. NSPJ

- приходська церква pw. Богоматір Ченстоховська , вул. Kołłątaja, з другої пол XIV, XV/XVI ст.
- дзвіниця, з ІІ пол. XV/XVI ст.
- євангельська цвинтарна церква, сучасна Римсько-католицький приходська церква pw. Різдва Пресвятої Богородиці, фахверк, вул. Старий Любін, з 1683 р., 1959 р.
- руїни замку, вул. Пястовська, з XIV ст., XVIII ст., XIX ст.
- замкова каплиця
- міські мури, залишки XIV, XV та XIX століть
- надбрамна вежа - Глогівська вежа
- ратуша, площа Ринок, з 1768 р., к. XIX ст.
- комплекс казарм 4-го драгунського полку, вул. Костюшко, з 1884 - 1886Глогівська вежа

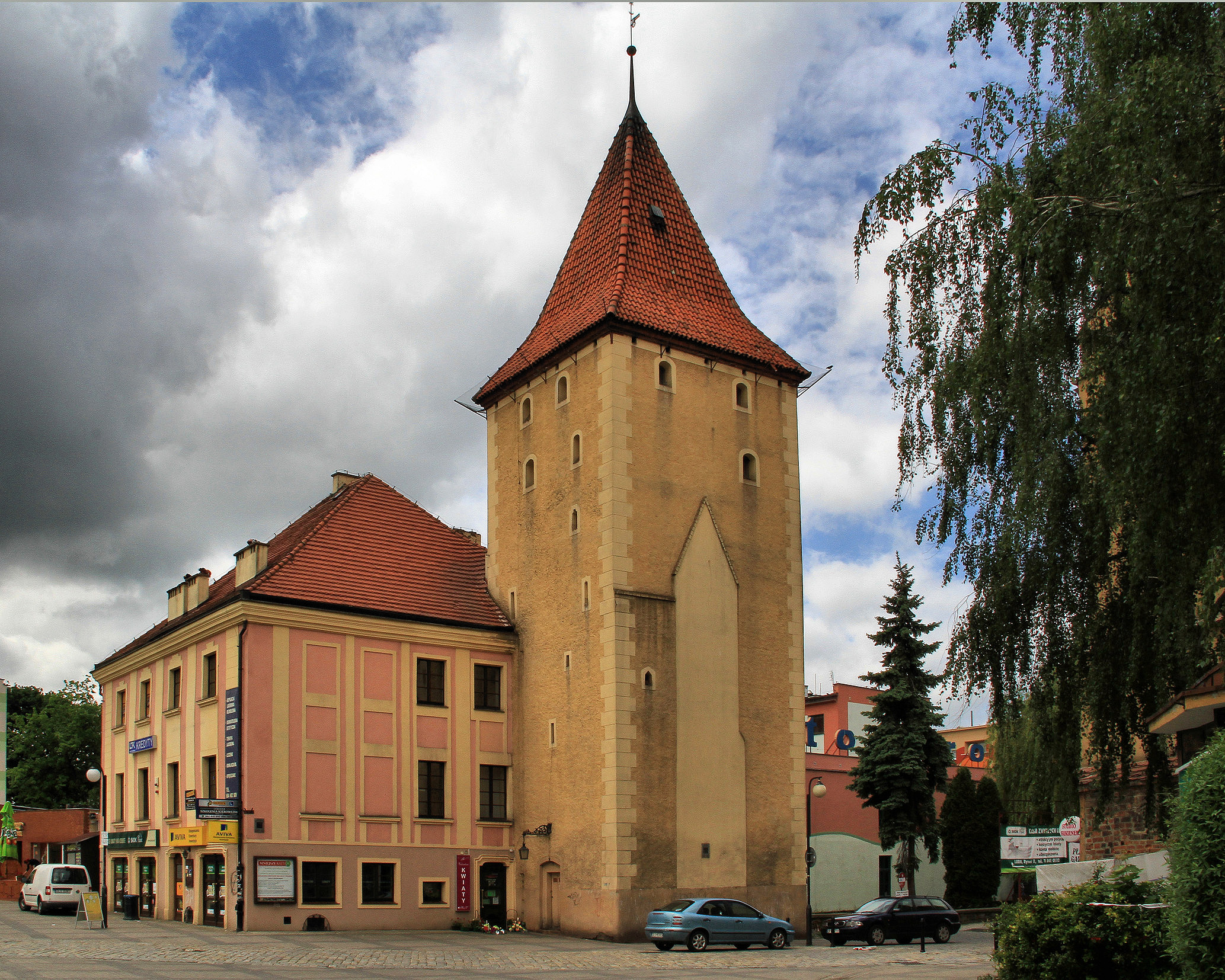
Глогівська вежа

  - будівля штабу, школа, вул. Костюшко 9,
  - стайня І, вул. Принц Луї
  - конюшні II, вул. Армія Крайова
  - гауптвахта, вул. компонент
  - дві адміністративно-господарські будівлі, вул. компонент
- універмаг, вул. Відродження 3 А, з першої половини ХІХ ст. в ряд кам'яниць
- будинок, вул. Пястовська 15, від к. XIX століття
- будинок, пл. Wolności 7, з другої пол. XVIII століття
- водонапірна башта, вул. Парк, з 1905-1906 рр.
- філіальна церква Марії Домініки Маццарелло, вул. ІндустріальнаДзвіниця костелу Матері Божої Ченстоховської

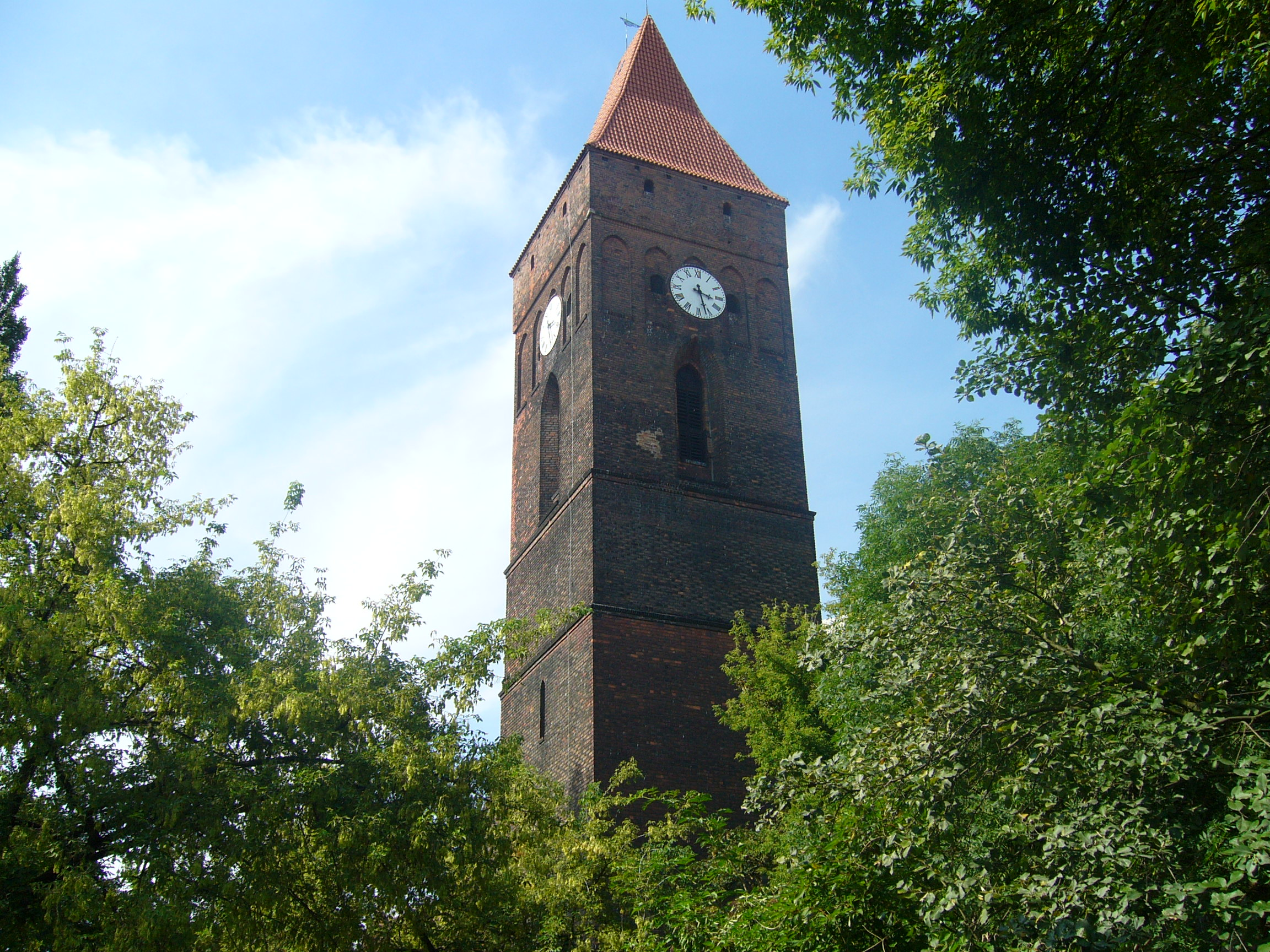
Дзвіниця костелу Матері Божої Ченстоховської

#### Інші пам'ятники
- будівля пошти
- церква Пресвяте Серце Ісуса
- православна церква Пресвятої Трійці (парафіяльний)

## Економіка
Будучи одним із центрів мідного округу Легніца-Глогув, Любін пов’язаний з гірничо-переробною промисловістю мідної руди, найбагатші родовища якої в Європі розташовані неподалік від цього міста. Любінські шахти, що належать KGHM Polska Miedź SA, також видобувають срібло у великих кількостях. З метою розвитку економічної альтернативи заводам з переробки та видобутку міді в місті була створена підзона Легницької спеціальної економічної зони.

## Культура

### Кінотеатри
- Муза – вул. Armii Krajowej 1 (кінотеатр-студія)
- Кіноцентр Геліос – Галерея Cuprum Arena

### Культурні центри
- Культурний центр «Муза» - вул. Армія Крайова 1
- Культурний центр " Wzgórze Zamkowe " - ul. Mikołaj Pruzia 7 і 9
- Національний духовий оркестр з місцезнаходженням у м. Любін – вул. Mikołaj Pruzia 7 і 9
- Центр творчості в Любіні - вул. Комісія народної освіти 6а

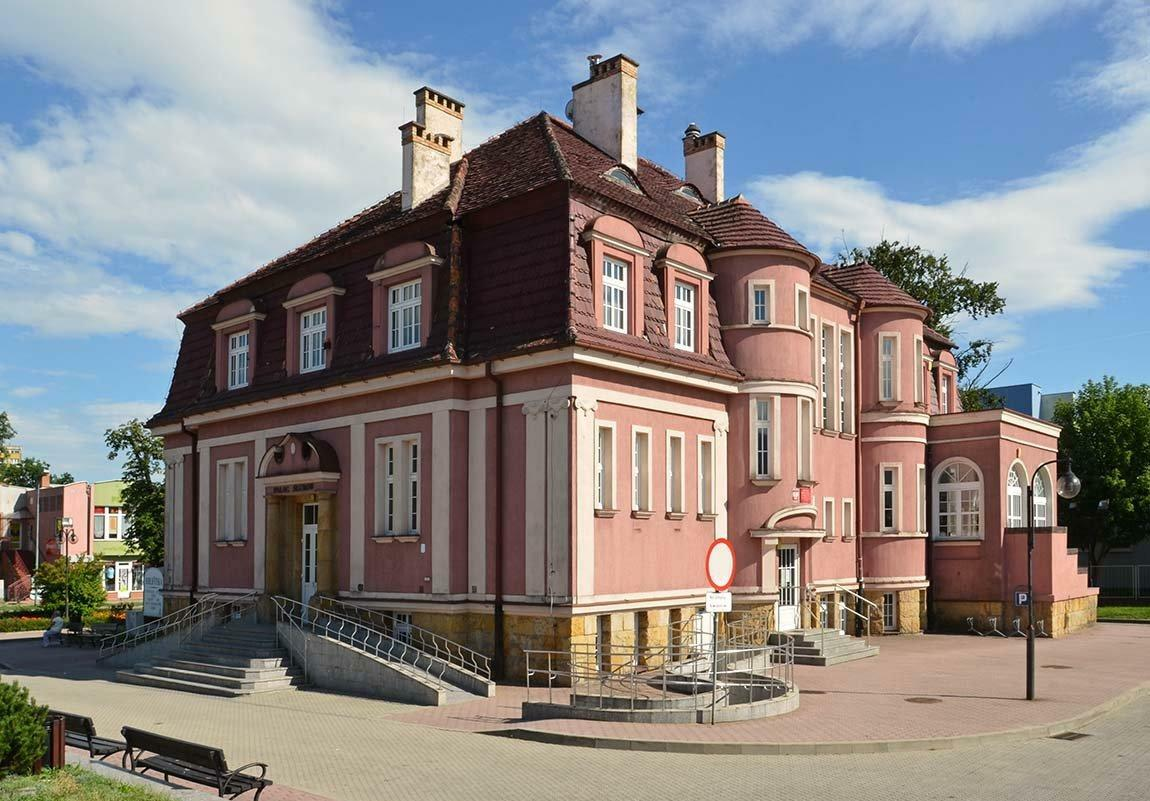
Міська публічна бібліотека

### Бібліотеки
- Міська публічна бібліотека - вул. Склодовська 6
  - Бібліотека «Мультимедійний роз’єм» – філія №1 – вул. Відродження 24
  - Відділення №2 – вул. Kilińskiego 14B/2
  - Відділення №3 – вул. Кран 17
  - Відділення №4 – вул. Ястшебія 6
  - Читацька мультимедійна бібліотека – філія №5 – вул. CK Norwida 10
- Педагогічна бібліотека – вул. Марія Конопницька 5

## Адміністративний поділ
Поділ міста на житлові масиви: Centrum, Przylesie, Zalesie, Polne, Ustronie, Małomice, Stary Lubin, Krzeczyn, Wyżykowskie, Staszica, Zwycięstwa, Świerczewskiego, житловий масив «D».

## Спорт і відпочинок

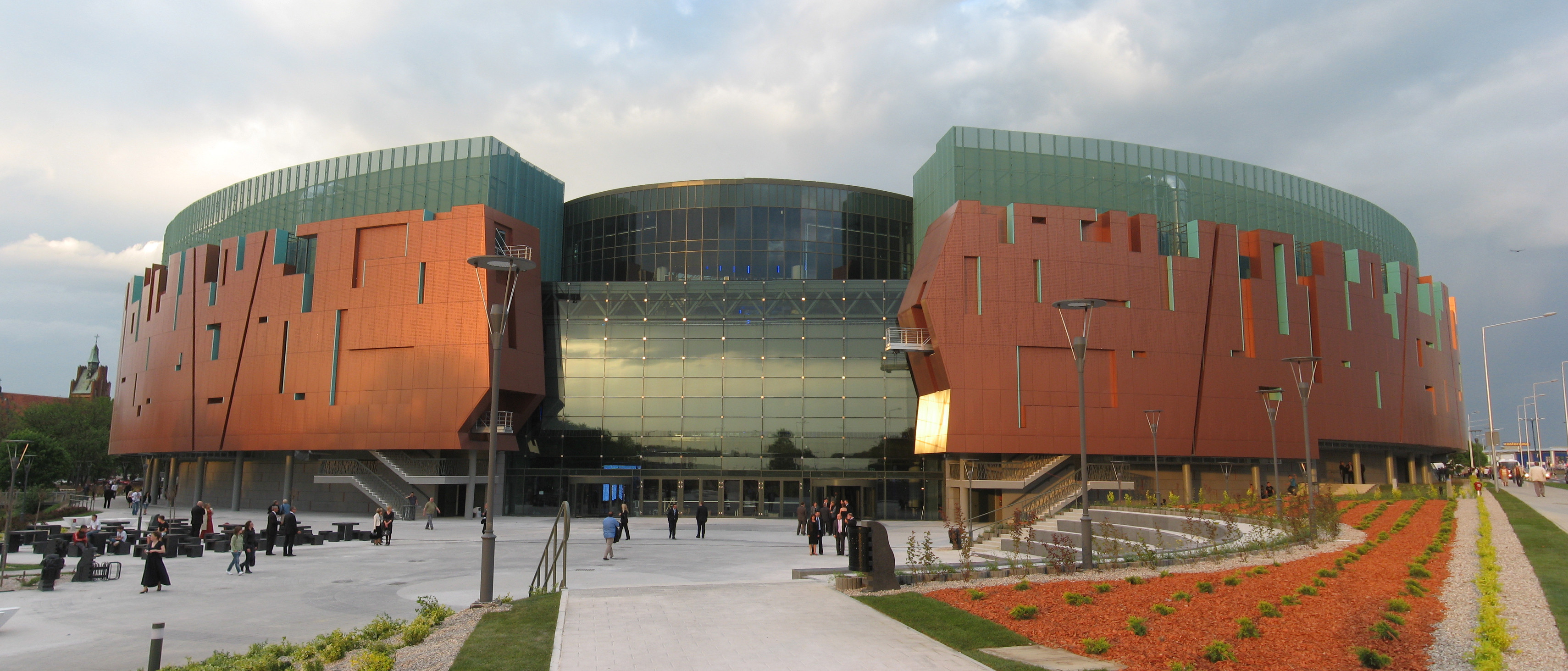
Cuprum Arena

Любін – місто, яке досить сильно займається спортом, тут працюють різноманітні секції та спортивні центри. Крім футболу, який прославив місто, в Любіні можна знайти клуби, що займаються гандболом, легкою атлетикою, боулінгом, бойовими мистецтвами ( карате, бокс, тхеквондо ) та скелелазінням.
- Zagłębie Lubin – чоловічий футбол (чемпіон Польщі: 1990/1991 і 2006/2007, віце-чемпіон: 1989/1990, фінал Кубка Польщі: 2004/2005, 2005/2006 і 2013/2014, фінал Кубка Ліги: 2000/2001)

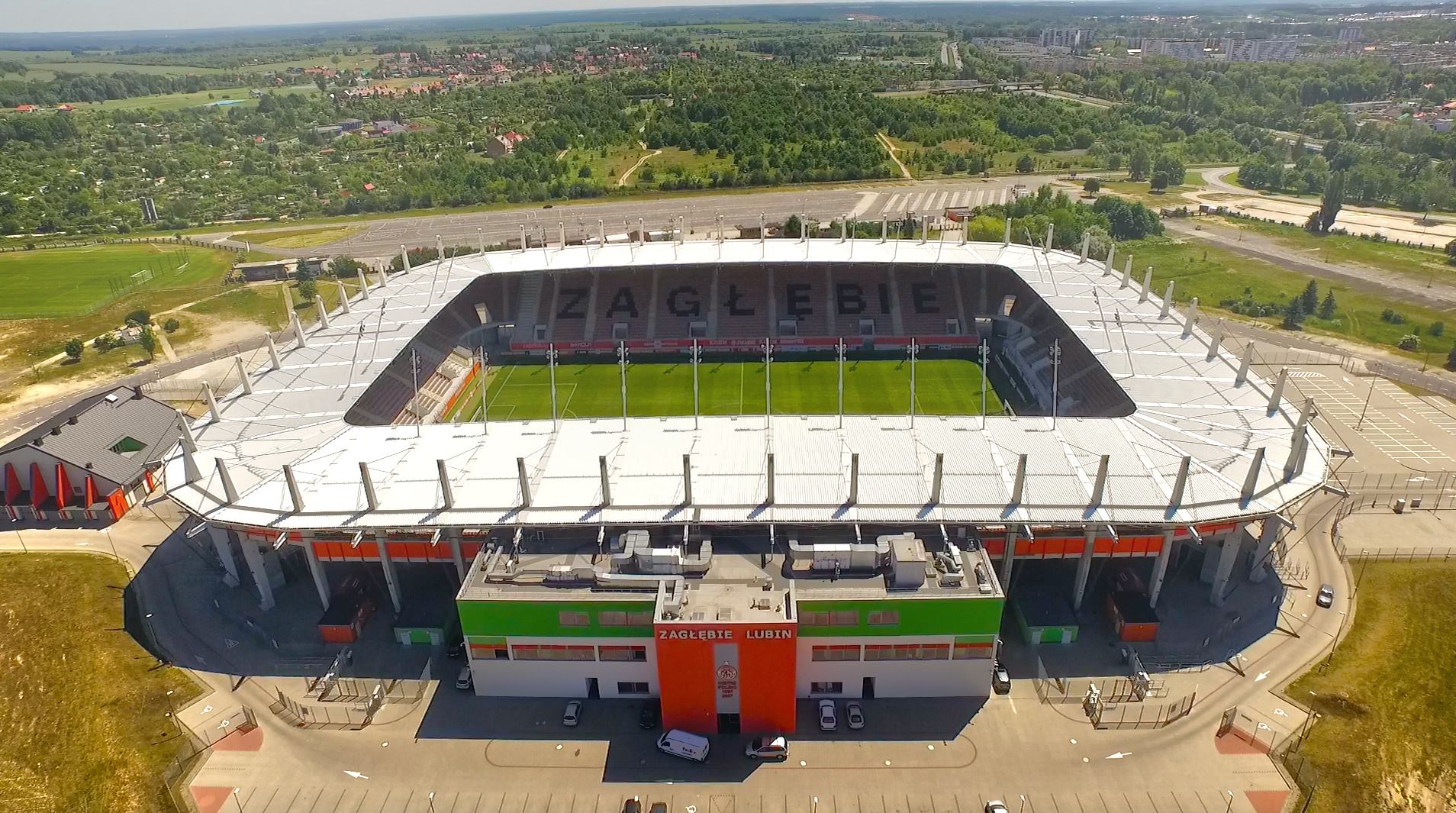
Стадіон Zagłębie Lubin

- Zagłębie Lubin – жіночий футбол (друге місце: 2014/2015)
- Стадіон Zagłębie LubinZagłębie Lubin – жіночий гандбол (Чемпіонат Польщі: 2010/2011, 2020/2021, 2021/2022)
- Zagłębie Lubin – чоловічий гандбол (Чемпіонат Польщі: 2006/2007, виступ у Лізі чемпіонів : 2007/2008)
- Cuprum Lubin – чоловічий волейбол (дебют у PlusLiga : 2014/2015)

### Спортивно-оздоровчі заклади
- Спортивно-розважальний зал RCS в Любіні - відкрито в 2014 році
- басейни
  - Критий басейн ОСіР "Centrum 7” при ДЮСШ
  - Критий басейн ОсіР "Ustronie"
  - Відкритий басейн у RCS (працює лише під час свят) [ потрібен виноска ]
- Келіх - найвища альпіністська вежа в Польщі (34 м). Він був створений у 1996 році шляхом пристосування занедбаної водонапірної вежі . Він має 6 скелелазних маршрутів різного рівня складності, в тому числі надзвичайно складний. Іноді його надають відвідувачам і, піднявшись внутрішніми сходами наверх, можна помилуватися панорамою міста.
- Тенісні корти
- Боулінг - один з найсучасніших в країні закладів такого типу для класичного боулінгу. 6 ігрових доріжок, більярдні столи, дартс, аерохокей, кафе.
- Ковзанка та траса для ковзанярського спорту - працюють в осінні та зимові місяці
- Спортивний аеропорт аероклубу Мідного басейну
- Пейнтбольний майданчик ( Клопотув )
- скейтпарк
- стадіони
  - Футбольний стадіон (раніше Діалог Арена) клубу «Заглембє Любін» . Місткість стадіону планувалася на 16300 місць [30] .
  - Стадіон Górniczy - оригінальний стадіон, побудований у 1972 році, розташований поруч із Dialog Arena, який використовувався як поле для зустрічей молодіжних команд.
  - Стадіон «ОСІР» - модернізований та сучасний легкоатлетичний міський стадіон з газонним покриттям та біговою доріжкою з тартану. Тут проводяться спортивні та інші масові заходи.
  - Легкоатлетичний стадіон при 5 ЗОШ Комбінату професійно-технічних та загальноосвітніх шкіл (ос. Сікорського – вул. Національна освітня комісія 6)
  - Стадіон ГОС Любін.
  - Стадіон POSTiW Любін.
- Кінна ферма ( Krzeczyn Wielki )
- Спортивний центр житлового масиву при початковій школі № 8 (житловий масив Polne)
- Спортивний центр житлового масиву при початковій школі № 5 (житловий масив Zwycięstwa)
- Спортивний центр житлового масиву при початковій школі № 14 (житловий масив Ustronie IV)
- Спортивний центр житлового масиву при початковій школі № 12 (житловий масив Przylesie)
- Спортивний центр житлового масиву у спеціальному шкільному комплексі (житловий масив Staszica)
- Спортивний центр житлового масиву при початковій школі № 3 (житловий масив Wyżykowskiego)
- Спортивний центр житлового масиву при салезіанській початковій школі (житловий масив Staszica)
- Спортивний центр житлового масиву при школі № 2 (житловий масив Przylesie)

### Велосипедні доріжки

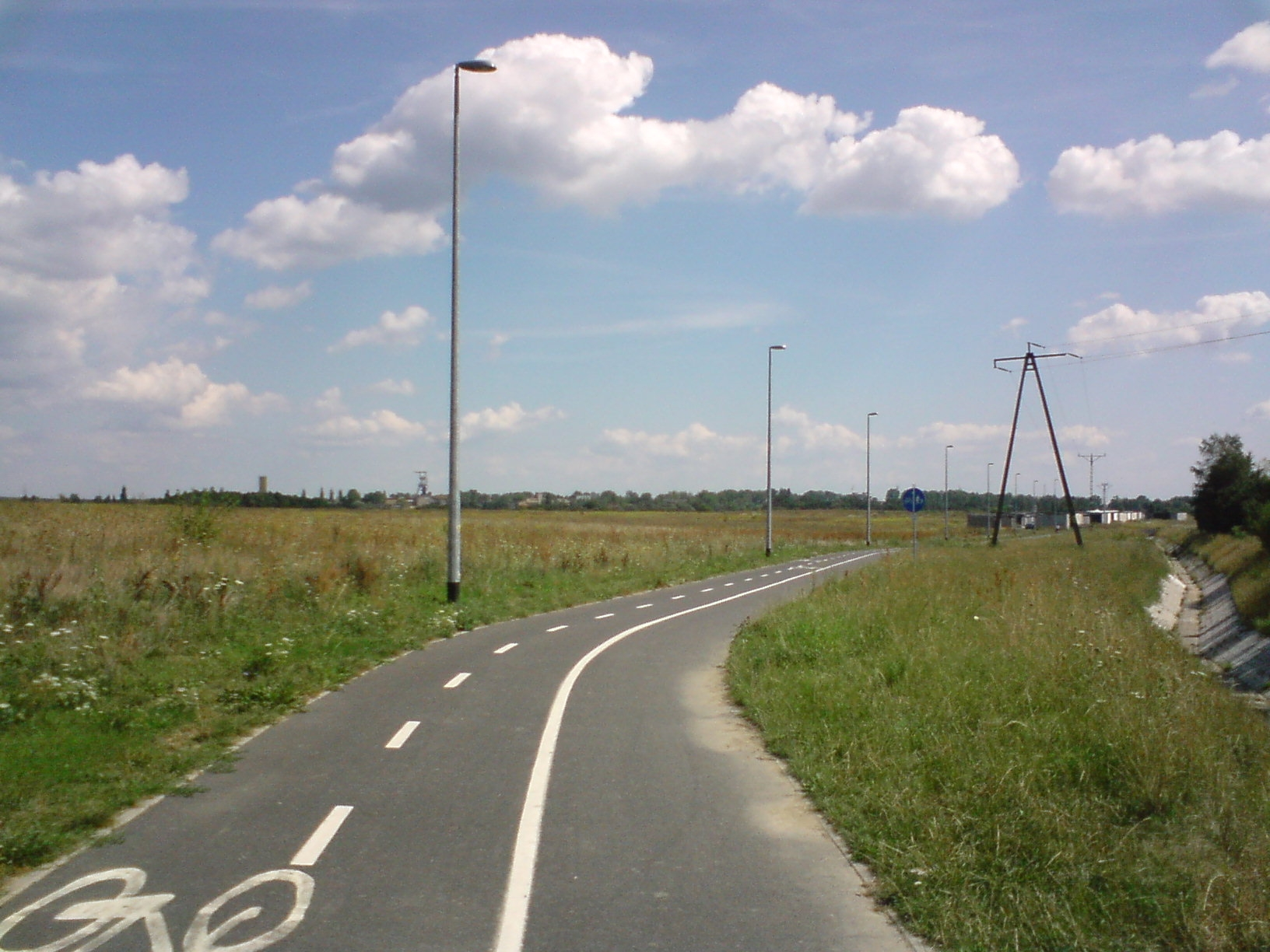
Велодоріжка за житловим масивом Устроне

Місто має розгалужену мережу велодоріжок, що з’єднують окремі житлові масиви та є частиною туристичних велодоріжок Любінського району:
- Зелена велодоріжка: маршрут пролягає через місто Любін
  - зі сторони села Обора по вул. Jana Pawła II
  - від жм. Ustronie (Біля траси: Парк ім. Jana Pawła II)
  - від жм. Wyżykowskiego (за вул. Szybową, по вул. Krupińskiego та вул. Hutnicza)
  - від жм. Polne (вздовж Aleja Niepodległości. По маршруту: Ash Park, далі Park of Allians)
  - через центр міста (вздовж Aleja Niepodległości. За маршрутом: Зони відпочинку, Парк ім. Marszałka J. Piłsudskiego, далі проїхати через: Парк ім. J. Wyżykowskiego. За кільце ім. Жертв Любінського злочину – перехрестя з Червоною велосипедною стежкою. Далі їхати по вул. Paderewskiego. Проїхати: Вроцлавський парк )
  - від жм. Przylesie (по вул. Piłsudskiego та вул. Wyszyńskiego. Проїзд через: сквер ім. S. Wyszyńskiego. Продовжуйте рух головною набережною найбільшого житлового комплексу Любіна, потім вул. Szpakowej та вул. Gajowa до лісопарку „Strzelnica”
  - виїжджаєте з міста лісовою дорогою в напрямку Хростніка та Горзеліна
- Червона велотраса: маршрут пролягає через місто Любін
  - зі сторони села Гола вул. Spacerowa та автомобільний віадук
  - від жм. Staszica (вздовж Кільцевої дороги. За маршрутом: Спорткомплекс ЖК при ЗОШ № 5)
  - від жм. Zwycięstwa (вздовж вул. Paderewskiego. За маршрутом: Парк Слов'янський. За кільце ім. Жертв Любінського злочину – перетин із Зеленою велосипедною стежкою
  - виїзд з міста по вул. Ścinawska, проходить Кільцеву дорогу і повертає на вул. Zieloną у бік села Клопотув )

## Комунальна зелень

### Парки
парк ім. маршала J. Piłsudskiego

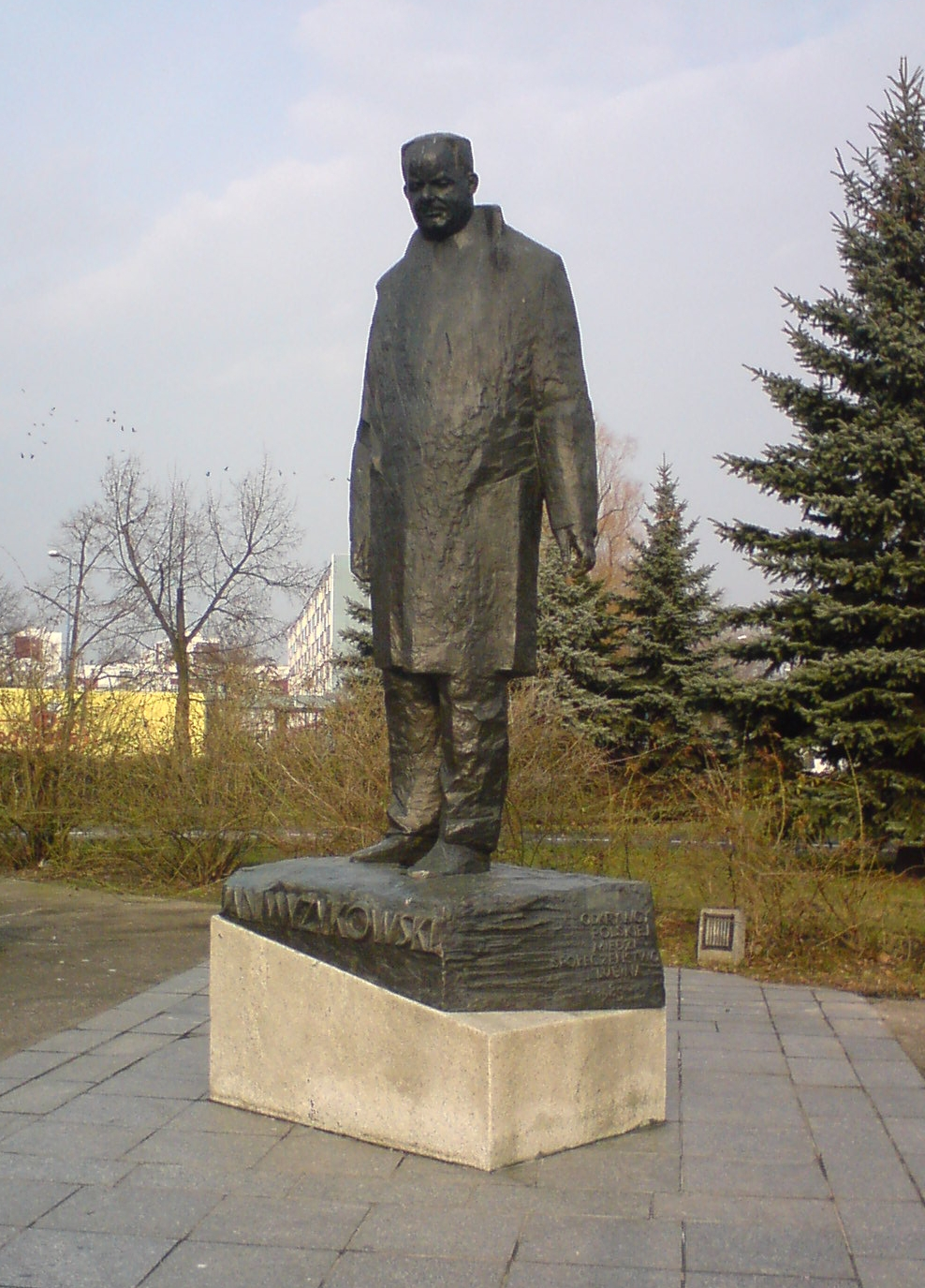
Пам'ятник Яну Вижиковському в парку його імені

- охоплює території в Центрі між Ал. Niepodległości, вул. Armii Krajowej (тераса Культурного центру «Муза»), міських мурів та вул. Mieszka I (поруч з парком ім. Я. Вижиковського)

- парк Я. Вижиковського
  - розташований в центрі між Ал. Niepodległości, вул. Життя І (прилегла до парку маршала Ю. Пілсудського), річка Зимниця, Замкова гора з Замковою каплицею, громадські площі та вул. I. Paderewskiego (прилегла до Вроцлавського парку)
- парк М. Коперник
  - розташований в центрі. Його межами є вул. М. Коперника, вул. H. Kołłątaja та міських мурів (біля костелу с Богородиця Ченстоховська )
- Вроцлавський парк, у якому в 2014 році був створений зоопарк - ZOO Lubin
  - розташована між р. Зимниця, вул. Вроцлавська та вул. I. Paderewskiego (прилегла до парку ім. Й. Вижиковського)

- Слов'янський парк
  - охоплює територію при садибі Zwycięstwa, limited ul. Rzemieślnicza, ul. Słowiańska та вул. І. Падеревського
- Дидактичний ставок у Вроцлавському парку в ЛюбініПарк Союзників

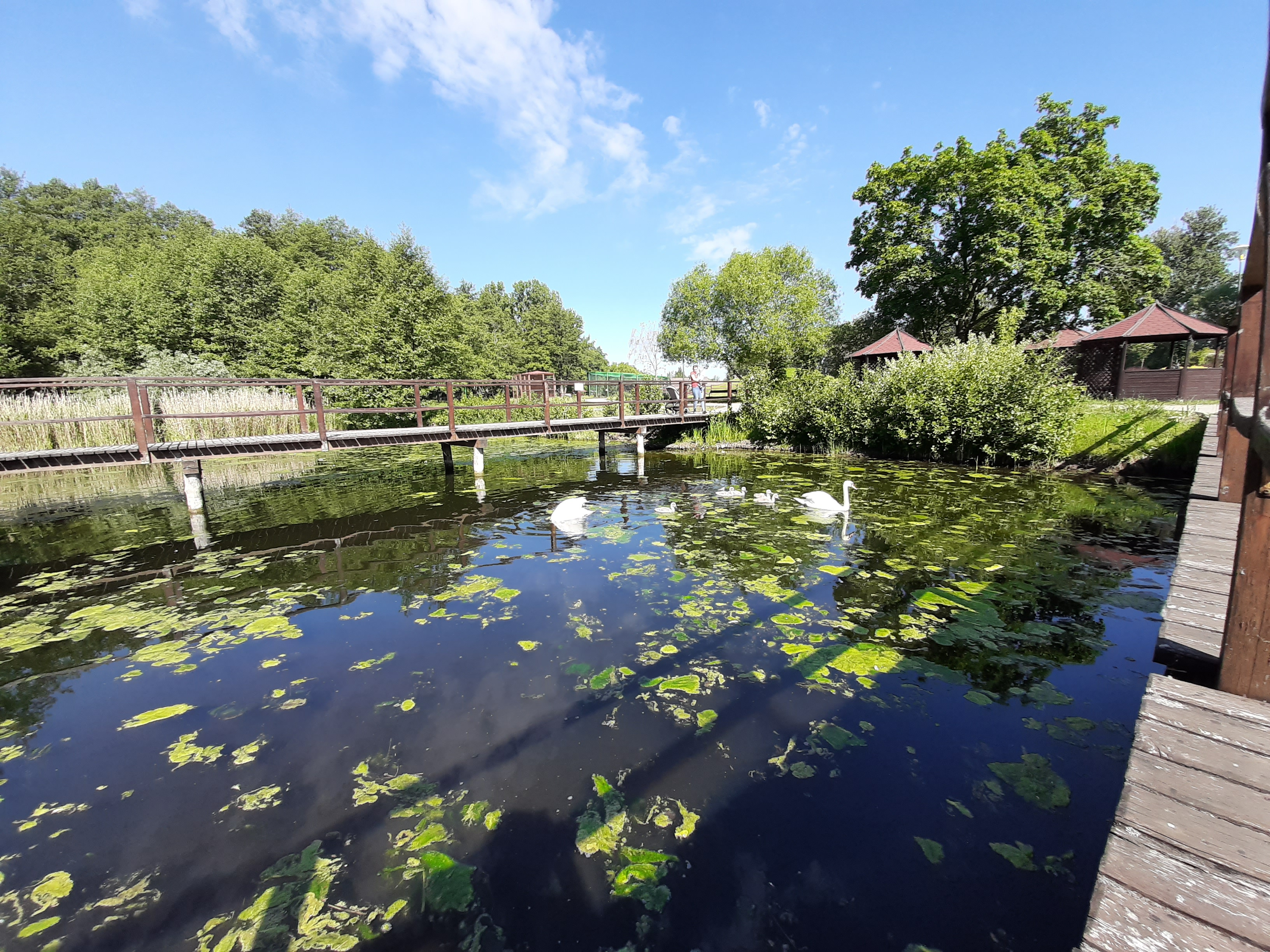
Дидактичний ставок у Вроцлавському парку в Любіні

  - розташований між центром і ос. Польова, між Ал. Niepodległości, ul. Болеславецька, вул. Паркова та залізничні лінії на Полковіце та Ґвізданув .
- Ясеневий парк
  - включає ділянки в маєтку поле. Його межами є Ал. Niepodległości, ul. Гутнича та вул. Ялиця.
- Лісопарк (тир)
  - знаходиться на території садиби Przylesie, між вул. Квятова, вул. Wrzosowa та вул. Gajowa, поруч проходить вул. Легніца
- парк Івана Павла ІІ
  - розташований на території садиби Устронь IV, між вул. Яна Павла ІІ та вул. М. Павліковська-Ясноржевська
- Парк Солідарності
  - включає ділянки в маєтку Д, обмежена вул. М. Склодовська-Кюрі, залізнична колія на Полковіце та залізнична колія на Гвізданув

## Освіта

### Початкові школи

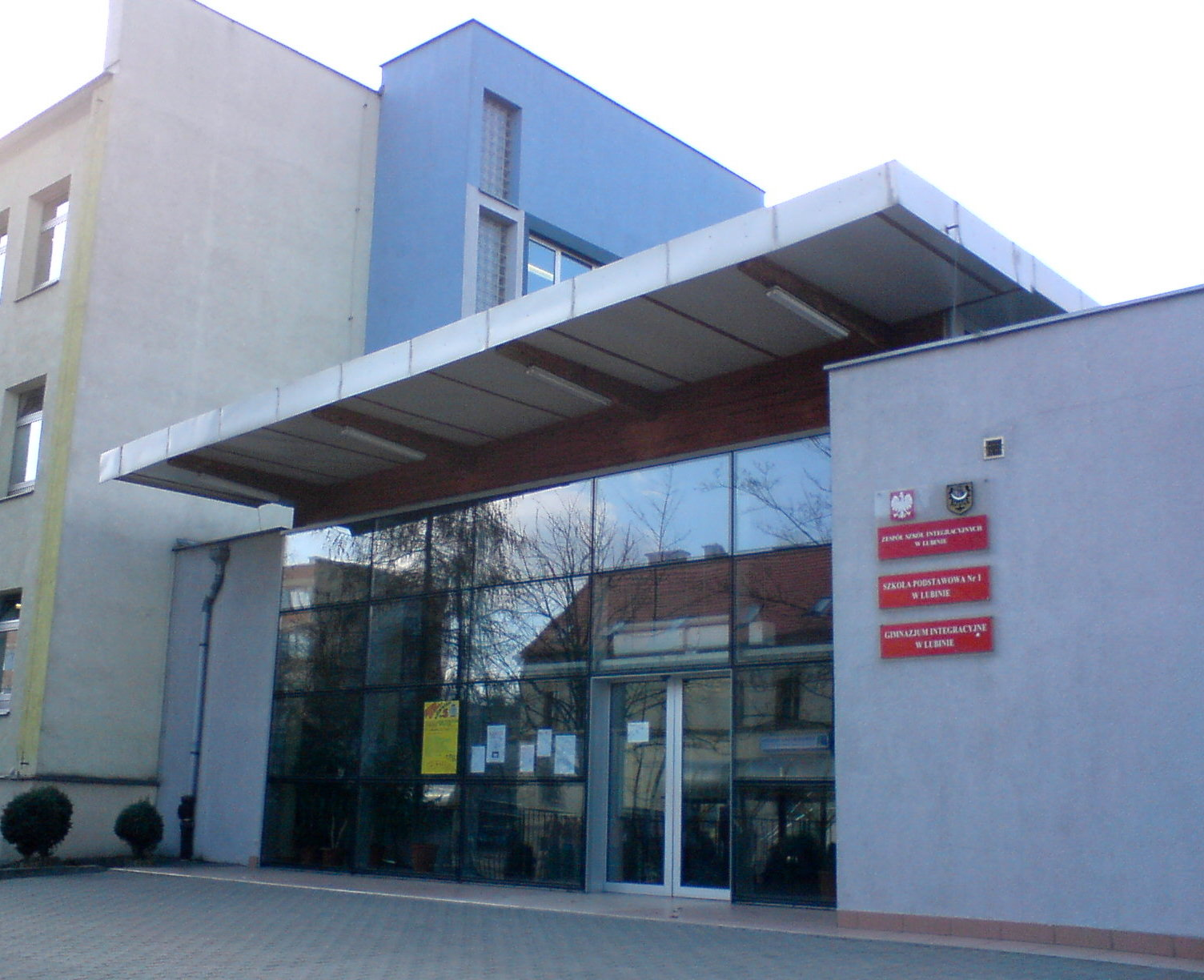
Будівля початкової школи №1

- Початкова школа No1 з інтеграційними відділеннями. Марії Склодовської-Кюрі (Центр – вул. Склодовська 4) [31]
- Початкова школа № 3 з інтеграційними відділеннями [32] (ос. Вижиковського – вул. Гварков 93)
- Початкова школа № 5 (ос. Перемога і ос. Сташиця - вул. Kilińskiego 12)
- Початкова школа No6 Марії Конопницької для дітей з інтелектуальною недостатністю (ос. Сташиця - вул. Компонент 3)
- Початкова школа № 7 - спортивна школа [33] (ос. Сікорського – вул. Сибіряків 11)
- Початкова школа №8 (ос. Польова – вул. Паркова 2)
- Початкова школа No9 Стефанія Семполовська (ос. Przylesie - ul. Легницька 1)
- Початкова школа № 10 (ос. Przylesie - ul. Вишинський 3)
- Приватна початкова школа «Дар Лосу» в Любіні (ос. Przylesie - ul. сова 7)
- Початкова школа № 12 (ос. Przylesie - ul. Шпакова 2)
- Початкова школа № 14 (ос. Устроне – вул. norwida 10)
- Соціальна початкова школа Соціального комплексу шкіл ім Рада Європи (бл. Przylesie - ul. Pawia 41)
- Салезіянська початкова школа вул. Домініка Савіо (Szkolna 5)I Liceum Ogólnokształcące im. Микола Коперник

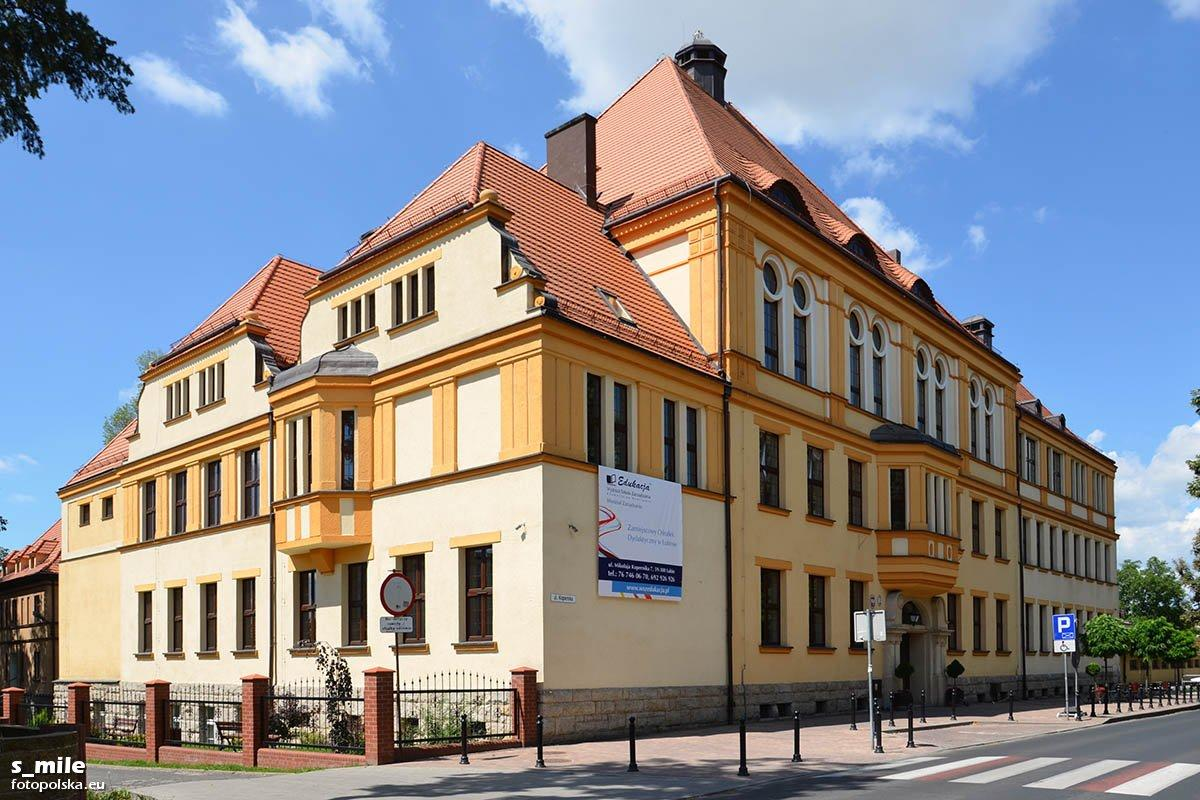
I Liceum Ogólnokształcące im. Микола Коперник

- Недержавна початкова школа спортивної школи з гандболу MKS Zagłębie Lubin [34] (os. Сікорського – вул. Сибіряків 11)

### Середні загальноосвітні школи[35]
- I Liceum Ogólnokształcące im. Микола Коперник (Центр - вул. Коперник 7)
- ІІ ЗОШ (Центр – вул. незалежність 31)
- III Liceum Ogólnokształcące im. Івана Павла ІІ [36] (вул. Шпакова 1)
- Комплекс загальноосвітніх шкіл (вул. Марія Склодовська-Кюрі 72)
- Салезіянська середня школа ім. вул. Яна Боско (Центр – вул. Пруссія 4)
- Недержавна середня школа Чемпіонат спорту з гандболу MKS Zagłębie Lubin [37] (os. Сікорського – вул. Сибіряків 11)
- Приватна середня школа «Дар Лосу» в Любіні (ос. Przylesie - ul. Сова 7) [38]

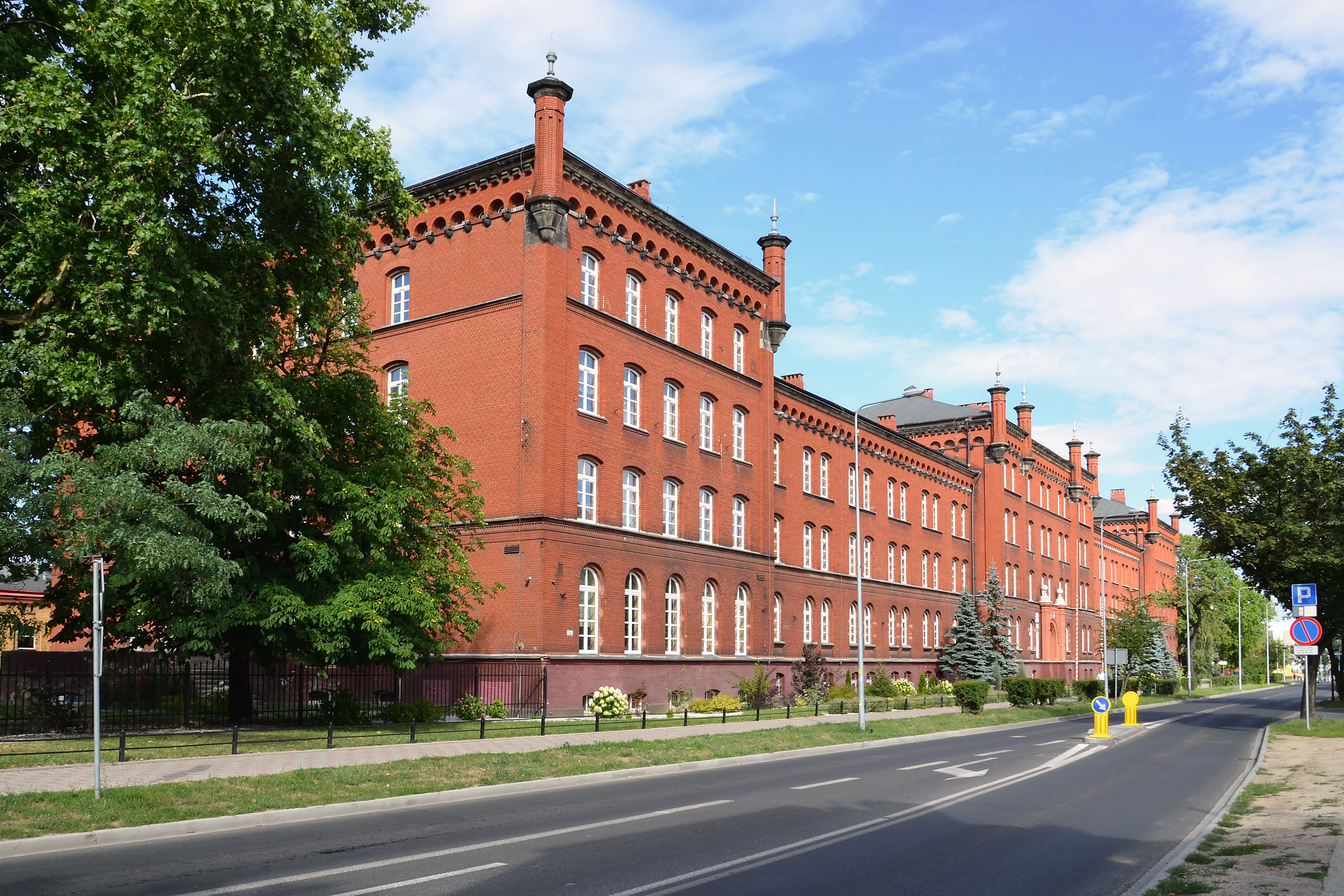
Технічне училище №1

### Технікуми
- Технічне училище №1 проф. Болеслава Крупінського (вул. Костюшко 9)
- Технічне училище №2 Ян Вижиковський (вул. Шпакова 1)
- технічна школа Владислав Реймонт

### Університети
- Університет Яна Вижиковського (раніше UZZM)

### Школи іноземних мов
- Школа іноземних мов Royal College (Центр - вул. Відродження 34)
- Школа іноземних мов MCKK (Центр – вул. Відродження 21)

### Інше
- Державна початкова музична школа (вул. Кілінський)
- Післясередня школа TEB Edukacja (вул. Коперник 16)
- Королівський коледж старша школа для дорослих (вул. Відродження 34)
- Професійне навчання для дорослих Royal College (ul. Відродження 34)
- Освітній центр «Cogito» (вул. Коперник 8)
- Безкоштовні школи «Освіта» (ал. незалежність 31)

З 1993 року в будинках по вул. Старий Любінь 10 та будинок с Діти Креси на вул. Відродження 8, знаходяться відділення Фонду ім. Брат Альберт – Майстерні ерготерапії «Przytulisko», а з 2015 року також Терапевтичний центр для дітей з обмеженими можливостями.  

## Релігія
У місті здійснюють релігійну діяльність такі церкви та релігійні об’єднання:

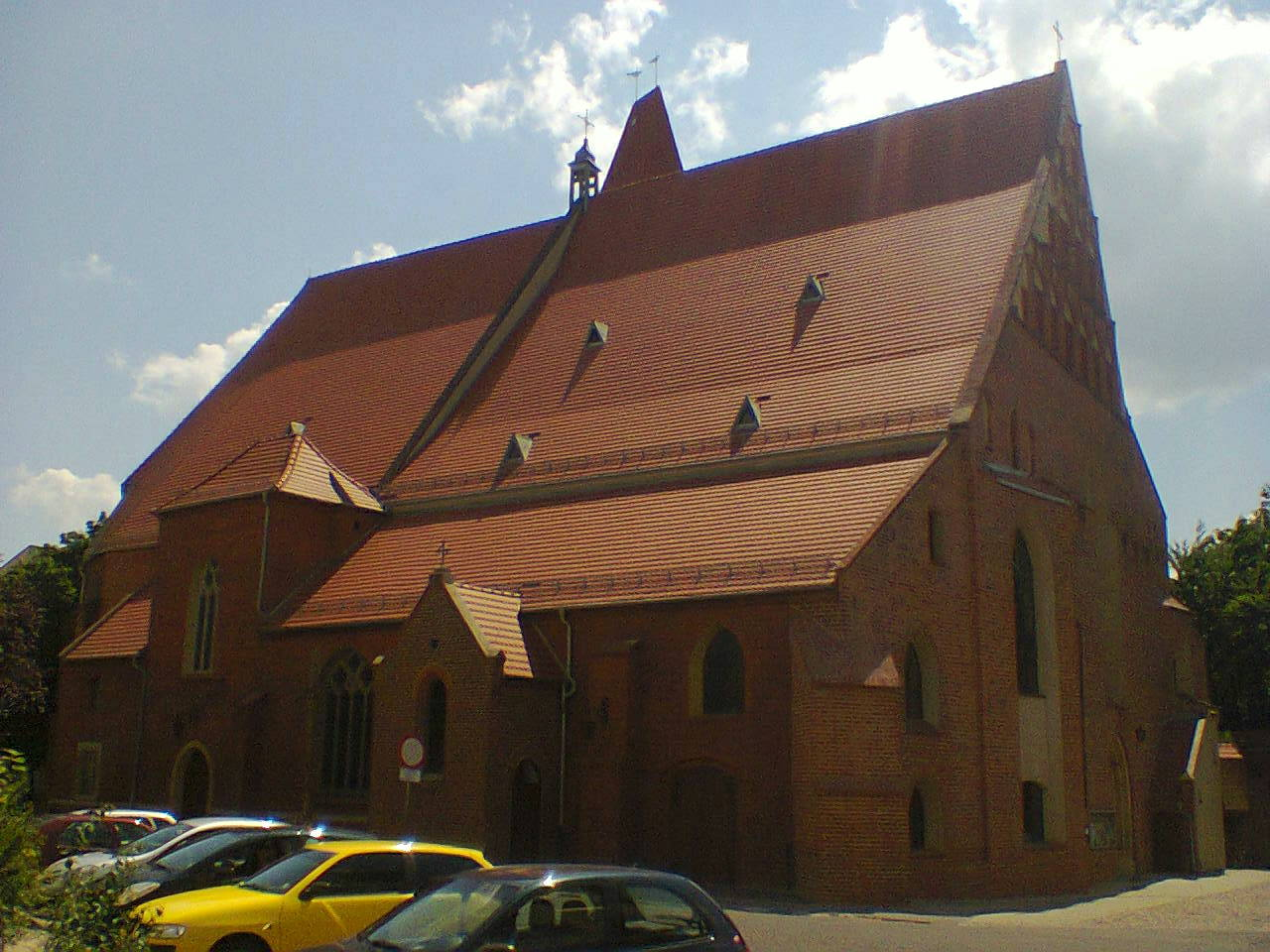
Любін Костел Матері Божої Ченстоховської

### Католицизм
- Римо-католицька церква :
  - Парафія вул. Барбара
  - Парафія вул. Йоан Боско
  - Парафія вул. Ян Саркандер
  - Парафія вул. Максиміліан Марія Кольбе
  - Парафія Богоматір Ченстоховська
  - Парафія Пресвяте Серце Ісуса
  - Парафія Різдва Пресвятої Богородиці
  - Парафія Матері Божої Скорботної в Хростнику - костел с Свята Марія Домініка Маццарелло в ЛюбініЦерква с Пресвятої Богородиці

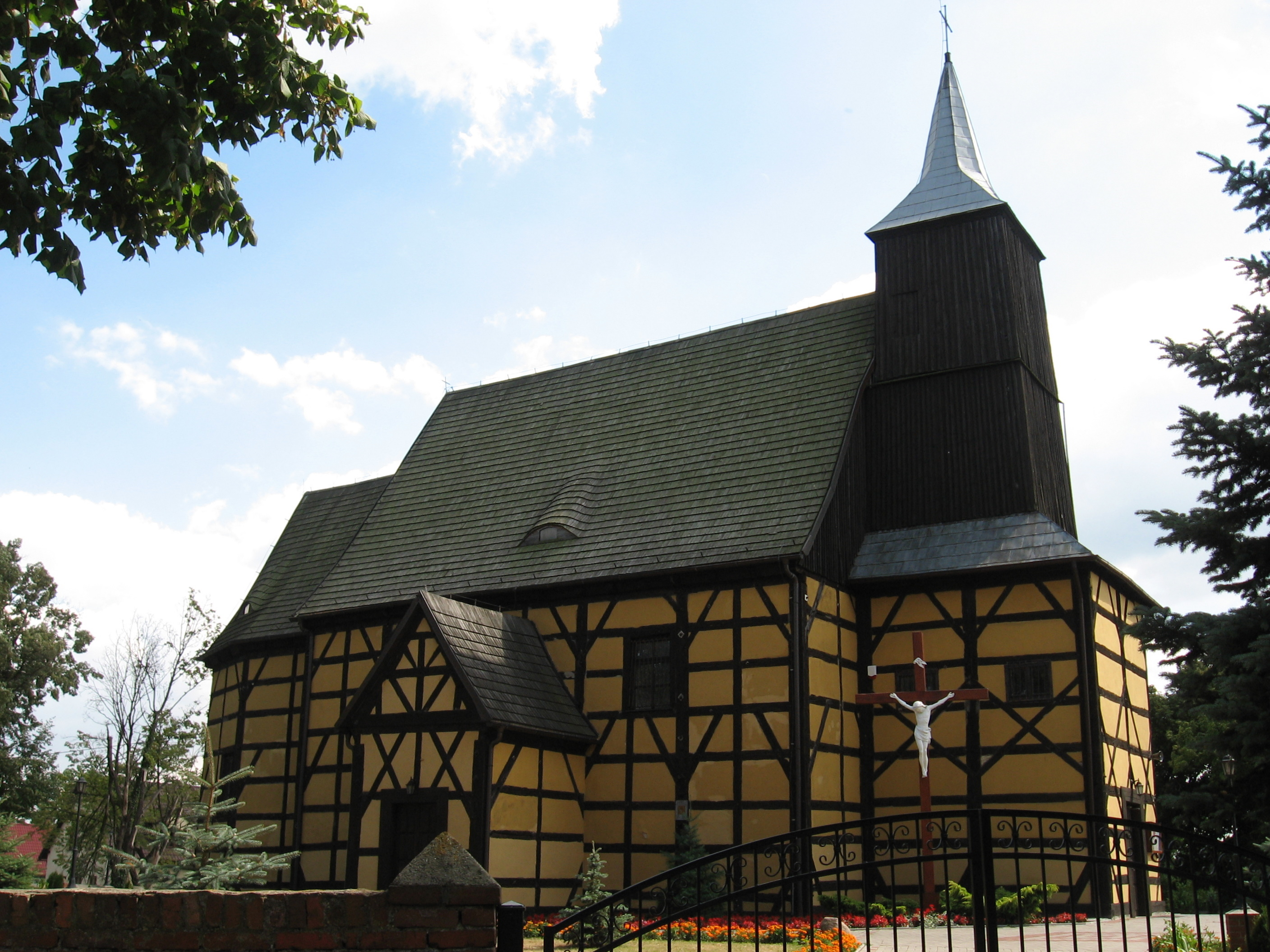
Церква с Пресвятої Богородиці

- Українська греко-католицька церква
  - Парафія вул. Апостолів Петра і Павлаправославна церква св. свята ТрійцяКостел Пресвятого Серця Ісуса

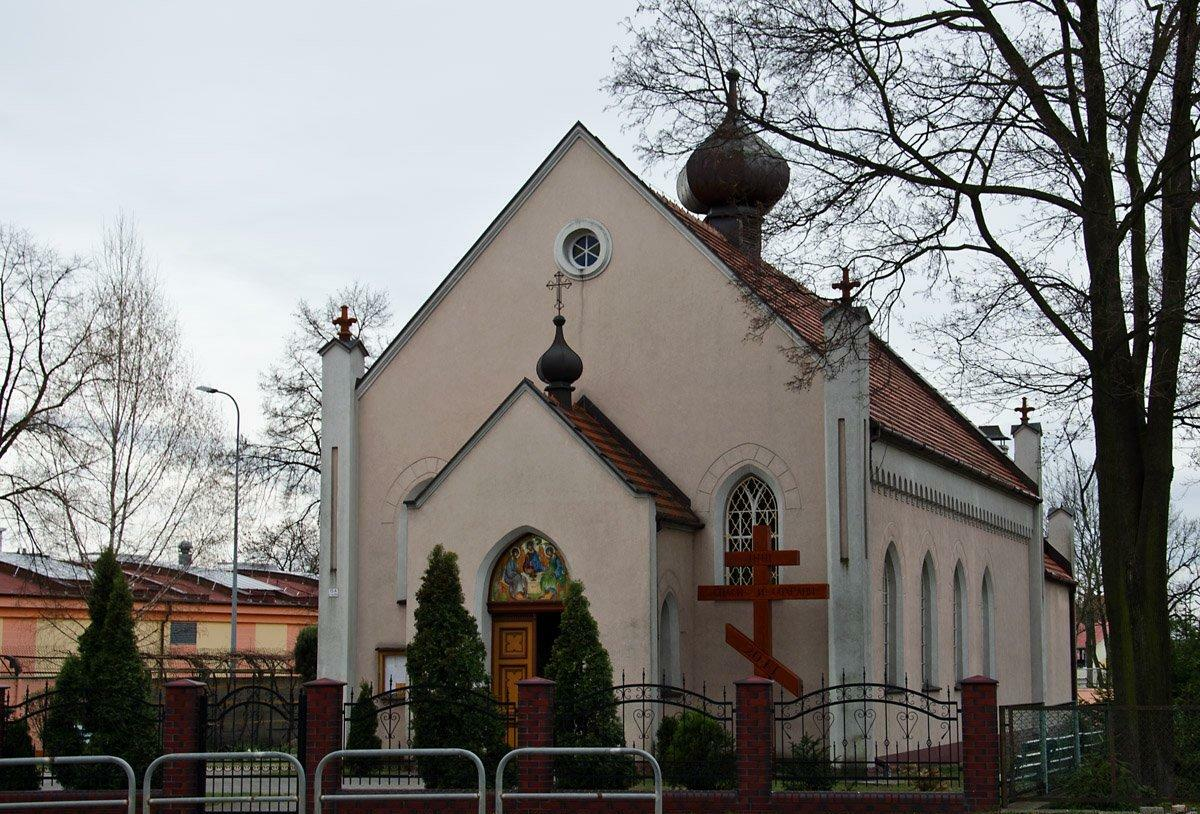
православна церква св. свята Трійця

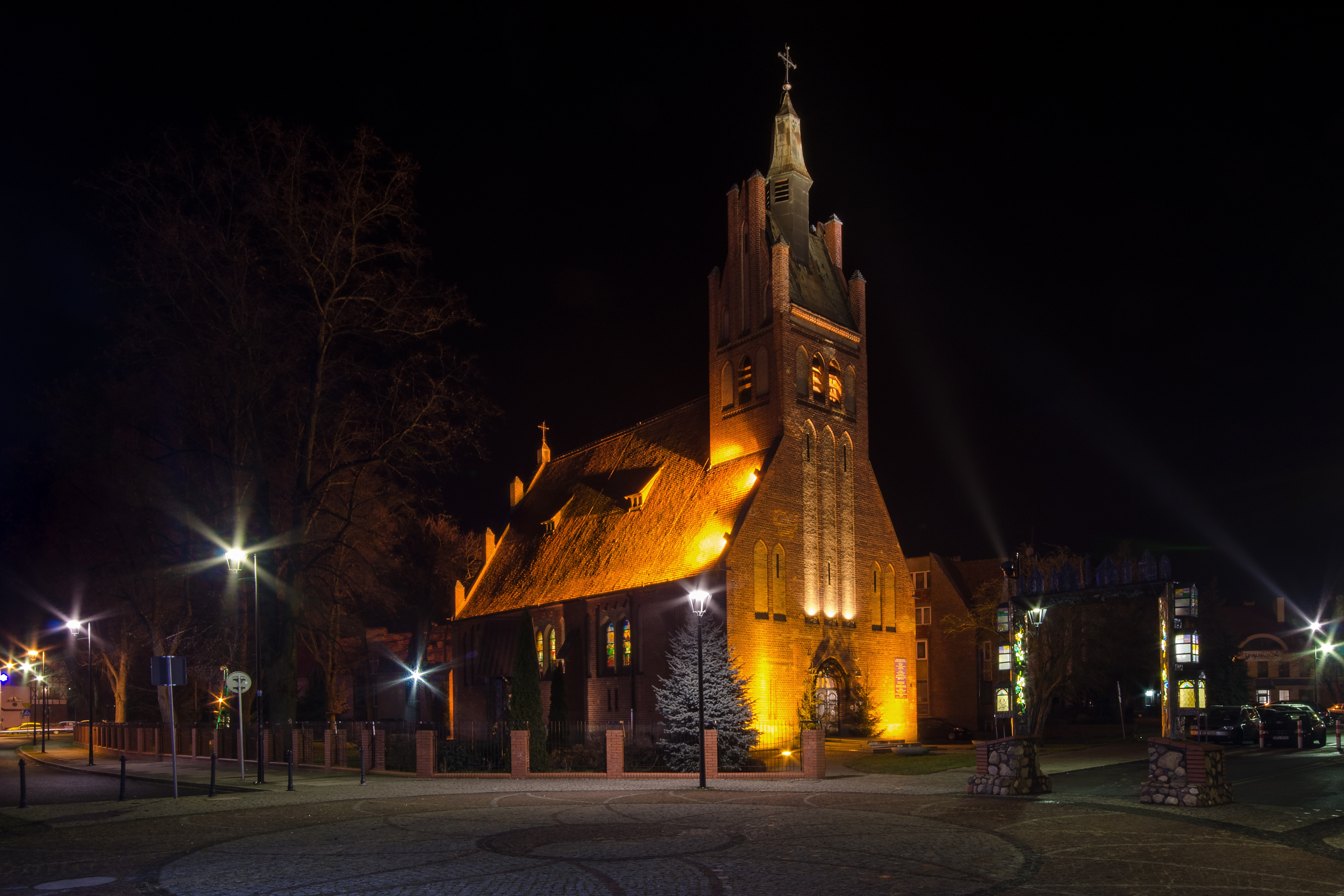
Костел Пресвятого Серця Ісуса

### Православ'я
Польська автокефальна православна церква :
- Парафія свята Трійця

### Протестантизм
- Громада християн-п'ятидесятників :
  - церква в Любіні
- Баптистська церква в Польщі :
  - церква в Любіні
- Церква адвентистів сьомого дня :
  - церква в Любіні
- Церква п'ятидесятників у Польщі :
  - церква в Любіні
- Церква Божа у Христі :
  - церква в Любіні

### Інше
Свідки Єгови
- 5 церков : Lubin-Polne, Lubin-Ustronie, Lubin-Wschód, Lubin-Przylesie, Lubin-Nadzieja; 2 Зали Царства.

## Транспорт

### Залізничний транспорт

#### Залізничні станції
- Любін - рух пасажирських поїздів, що здійснюються Koleje Dolnośląskie та PKP Intercity
- Любін стадіон - зупинка відкрита 15 грудня 2019 р. [41] . Рух пасажирських поїздів здійснюється Koleje Dolnośląskie
- Любінська шахта (зб. Katanga) - товарна станція, яка використовується у зв'язку з діяльністю KGHM Polska Miedź

#### Залізничні лінії
- Легніца - Любін - Рудна Гвізданов
  - номер в розкладі: 289
  - електрифікація: 30 серпня 1986р
  - вантажні та пасажирські перевезення
- Любін - Полковіце
  - вантажні перевезення Pol-Miedź Trans SA
  - електрифікація у 1986 р. лише на ділянці Любін Ґурничі – Любін Копальня
- Любін - Хоцянов
  - номер в розкладі: 268
  - немає електропоїздів
  - пасажирські перевезення до 1985р
  - вантажні перевезення до 1987р
  - лінію демонували до 1992 року.

### Громадський транспорт
Громадський транспорт у Любіні здійснюється в рамках повітового пасажирського транспорту, організованого Любінським повітом  . Повністю фінансується з бюджетів органів місцевого самоврядування (користування громадським транспортом не потребує придбання квитка)  . Транспортним оператором є PKS Lubin, а для лінії 512 DLA (лінія 512 не входить до повітового пасажирського транспорту) .
Зараз Любін обслуговують 24 лінії (з них 1 сезонна) :
| Лінія | Маршрут |
| ----- | --- |
| 0     | Любін Маломіцький ліс / Любін Маломіцe - ЖК Любін Кжечин                                                                             |
| 1     | Любін Спортова - Любін Устронє / Шкляри Гурні цвинтар / Західний вал                                                                 |
| 2     | Любін Маломіцe - Любін Житловий масив Кшечин                                                                                         |
| 3А    | Любін Устронє - Любін Пшилєссє - Любін Костюшко Автовокзал - Любін Устронє                                                           |
| 3B    | Любін Устронє - Любін Костюшко Автовокзал - Любін Пшилєссє - Любін Устронє                                                           |
| 4     | Клопотув / Osiek Św. Katarzyna / Osiek Plots /Любін Пільсудського Кауфланд / Любін Пшилєссє - Любін Устронє / Любін цвинтар Засічнна |
| 5     | Krzeczyn Wielki Pitch / Любін WPEC - Любін Стадіон / Любін KGHM                                                                      |
| 6     | Любін Спортова - ЗГ Любін |
| 7     | Любін Спортова - Любін Устронє / Корівник                                                                                            |
| 8     | (сезонна лінія - працює з 1 квітня по 31 жовтня) Любін Спацерова - Любін Niepodległości Centrum                                      |
| 100   | Нємстув / Гоголовіце - Любін KGHM / Гола                                                                                             |
| 101   | Любін Костюшко Падеревський - Горжица                                                                                                |
| 102   | Любін Костюшко Автостанція - Думброва Гурна / Чернець                                                                                |
| 103   | Любін КГХМ - Чернець |
| 104   | Цвинтар Любін Заціше / Любін Устронє - Бучинка                                                                                       |
| 105   | Любін КГХМ - Буковно |
| 110   | Любін привокзальне кільце – Полковіце вул. Млинська, автостанція                                                                     |
| 111   | Автобусне депо Любін - Хоцянув вул. Коротка                                                                                          |
| 113   | Любін КГХМ - Орськ |
| 121   | Любін 1 Мая - Хоцянув вул. Залізничний район ПКП                                                                                     |
| 123   | Любін KGHM - Хобєня |
| 131   | Любін Пільсудського Кауфланд - Хоцянув вул. Коротка                                                                                  |
| 133   | Любін KGHM - Хобєня |
| 512   | Любін KGHM - Сцінава (лінія не входить до районного пасажирського транспорту, але також безкоштовна )                                |

### Міжміський та місцевий транспорт
Станції та зупинки для міжміських та місцевих перевезень:
- Залізнична станція Любіна обслуговується поїздами Koleje Dolnośląskie, а також PKP Intercity на лініях до Берліна, Братислави, Будапешта, Глогува, Кракова, Легниці, Любліна, Перемишля, Свіноуйсьце, Відня, Вроцлава та Зеленої Гури [47] .
- Залізнична станція Любін Stadion, яку обслуговують потяги Koleje Dolnośląskie на лініях до Глогува, Легниці та Вроцлава
- Автовокзал PKS Lubin обслуговується автобусами PKS Lubin (міські та міжміські лінії до Полковіце ), а також транзитними автобусами перевізників, що курсують до Щецина та Закопаного [48]
- Зупинка «Niepodległości – Centrum» обслуговується перевізниками, що працюють до Хоцянув, Глогув, Легніца, Піскоржина, Полковіце та Сцинава [48], а також перевізниками, що працюють на місцевих лініях [49] .
- Крім того, місцеві перевізники (курсують на місцевих лініях, а також до Хоцянова, Легниці, Полковіце та Шцинава ) зупиняються на вибраних зупинках громадського транспорту [49].

### Автомобільний транспорт
Тут перетинаються національні дороги:
- № 3 : Свіноуйсьце - Голенюв - Щецин - Гожув-Велькопольський - Свебодзін - Сулехув - Зелена Гура - Нова Суль - Полковіце - Любін - Легніца - Явор - Болкув - Єленя Гура - Шклярска Поремба (вздовж європейської траси E65 ). Ділянка Парлувко — Болкув проходить уздовж швидкісної дороги S3 [50] .
- № 36 : Проховіце - Любін - Равіч - Кротошин - Острув-Велькопольський

обласні дороги:
- № 323 : Лешно - Гура - Любін
- № 333 : Нова Соль - Полковіце - Любін - Легніца
- № 335 : Любін - Хойнув

### Повітряний транспорт
У місті Любінь діє аеропорт Любінь. Аеропорт має злітно-посадкову смугу (1000м х 30м) з твердим покриттям і освітленням. Завдяки розмитненню можливі виїзди в країни ближнього зарубіжжя. Неодноразово на території аеропорту проходили фестивалі, організовані з нагоди Днів Любіна. Аеропорт не має постійного сполучення з іншим містом.

## Найвищі будівлі міста

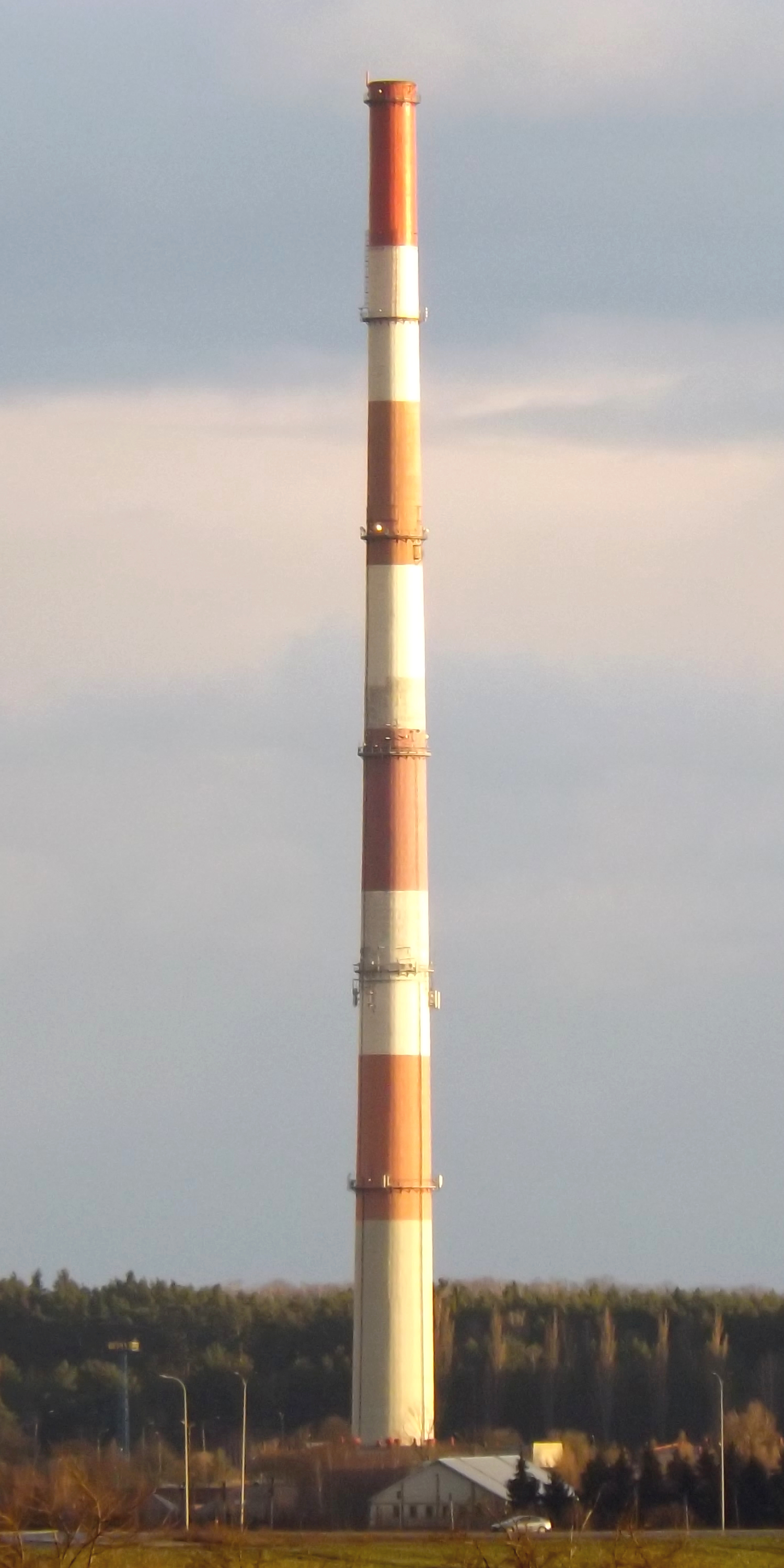
Димохід MPEC у Любіні.

Найвищою будівлею міста є труба МВЕК «Термал» заввишки 230 м. Димова труба в Любіні займає 44 місце серед найвищих окремо стоячих будівель у Польщі

## Міста-побратими
- Bad Ems – Niemcy
- Böblingen – Niemcy

## Виноски
1. ↑  GUS. Ludność w miejscowościach statystycznych według ekonomicznych grup wieku. Stan w dniu 31.03.2011 r. [Населення статистичних місцевостей за економічними групами віку. Стан на 31.03.2011]. Процитовано 12 серпня 2018.
2. ↑  Населення, площа та густота за даними Центрального статистичного офісу Польщі. Powierzchnia i ludność w przekroju terytorialnym w 2007. .
3. 1 2  https://www.worlddata.info/europe/poland/timezones.php
4. ↑  Lubin w liczbach (пол.)
5. ↑  Lista miast w Polsce (spis miast, mapa miast, liczba ludności, powierzchnia, wyszukiwarka) (пол.)
6. 1 2 3  Шаблон:Adamy1888
7. ↑  Grünhagen, 1866.
8. ↑  Liber fundationis episcopatus Vratislaviensis. dokumentyslaska.pl.
9. ↑  H. Markgraf, J. W. Schulte, Codex Diplomaticus Silesiae T.14 Liber Fundationis Episcopatus Vratislaviensis, Breslau 1889.
10. ↑  „Codex Diplomaticus Maioris Poloniae”, tomus II, Biblioteka Kórnicka, Poznań 1878, str. 295.
11. ↑  Grünhagen, 1854.
12. ↑  Haberland, Detlef (2011). Die „Silesiographia” und „Breslo-Graphia” von Nicolaus Henel von Hennenfeld. Wrocław: Biblioteka Uniwersytecka we Wrocławiu. с. 178. ISBN 978-83-910595-2-4.
13. ↑  Józef Lompa, „Krótki rys jeografii Śląska dla nauki początkowej”, Głogówek 1847, str.14.
14. 1 2  Powierzchnia i ludność w przekroju terytorialnym w 2015 r. (PDF). Warszawa: Główny Urząd Statystyczny, Departament Metodologii, Standardów i Rejestrów. 22 липня 2015. с. 60. ISSN 1505-5507. OCLC 263608152.
15. ↑  GUS – Główny Urząd Statystyczny – Ludność w gminach według stanu w dniu 31.12.2011 r. – bilans opracowany w oparciu o wyniki NSP’2011
16. ↑  Portal Regionalny i Samorządowy REGIOset. regioset.pl (пол.).
17. ↑  , Jacek Frączyk, "Najbogatsze miasta w Polsce. Lubin i Kępno na dwóch biegunach"
18. ↑  Legendy. Архів оригіналу за 4 січня 2012. Процитовано 12 лютого 2023.
19. 1 2 3 4  , Janusz Czerwiński, Ryszard Chanas, "Dolny Śląsk - przewodnik"
20. ↑  Słownik geograficzno-krajoznawczy Polski, PWN, Warszawa 1998, ISBN 83-01-12677-9 s. 125
21. ↑  „stylistyczno-regionalne zróżnicowanie polszczyzny, [...] terminologia, nie mająca ekwiwalencji w języku polskim, wymaga w tym przypadku przytaczania jej także w brzmieniu oryginalnym „Ich dialekt jest śląski” [Ihr Dialekt ist das sogenannte Wasserpolnisch]. „Nie można ustalić jakiegoś określonego dialektu niemieckiego, bo Niemcy, którzy do nas ściągnęli, mówią różnymi gwarami”, „10 Niemców, 400 (?) Polaków [...] Spośród tych ostatnich ok. 100 mówi po niemiecku, i to poprawnie, choć nieco twardo” [w:] Prace filologiczne. 1999. tom 44 s. 176; „am bekanntesten ist das sogenannte Wasserpolnisch, dann auch das Kaschubische, Masurische usw.” [w:] Theodor Grentrup: Religion und Muttersprache. 1932. s. 162.
22. ↑  „300 tys. Kaszubów i Mazurów program traktował jako nie-Polaków, a 1,2 mln osób jako wahających się [Wasserpolen]; Ślązaków – jako spolonizowanych w większości Niemców, Kaszubi, Mazurzy, Wasserpolen i Ślązacy, określani generalnie jako niepolskie mniejszości, mieli pozostać na ziemiach włączonych do Rzeszy, nie podlegając ograniczeniom gospodarczym i kulturalnym” [w:] Czesław Madajczyk: Polityka III Rzeszy w okupowanej Polsce. 1970. s. 292.
23. ↑  Rada Ochrony Pomników Walki i Męczeństwa ”Przewodnik po upamiętnionych miejscach walk i męczeństwa lata wojny 1939- 1945”, Sport i Turystyka 1988, ISBN 83-217-2709-3, str. 402
24. ↑  Lubin. Dzieje Miasta. Wrocław. 2003. ISBN 83-7384-012-5.
25. ↑  Michał Kokot „Gomułka broni miedzi”, Gazeta Wyborcza 14 grudnia 2011
26. ↑  Zarządzenie Ministrów: Administracji Publicznej i Ziem Odzyskanych z dnia 7 maja 1946 r. (M.P. z 1946 r. nr 44, poz. 85).
27. 1 2  Gospodarka komunalna i mieszkaniowa. W: Tadeusz Rollauer (red.): Lubin 1945-1985. Legnica: Wojewódzki Urząd Statystyczny w Legnicy, 1986, s. 35. [dostęp 2018-11-25].
28. ↑  Zbrodnia Lubińska z 31 sierpnia 1982
29. ↑  Rejestr zabytków nieruchomych woj. dolnośląskiego (PDF). Narodowy Instytut Dziedzictwa. с. 108,109.
30. ↑  Nowy stadion, 2007
31. ↑  Strona główna (pl-PL)  {{citation}}: Cite має пустий невідомий параметр: |inventor= (довідка)
32. ↑  START - SP nr 3 z OI
33. ↑  Szkoła Podstawowa Nr 7 - Szkoła Sportowa (pl-PL)
34. ↑  SMS Zagłębie Lubin (pl-PL)
35. ↑  Baza Aktów Własnych
36. ↑  Zespół Szkół Nr 2 im. Jana Wyżykowskiego w Lubinie (pl-PL) , 3 лютого 2018
37. ↑  SMS Zagłębie Lubin (pl-PL)
38. ↑  NIEPUBLICZNE LICEUM OGÓLNOKSZTAŁCĄCE "DAR LOSU" W LUBINIE, Lubin - nip, regon, telefon, adres - OWG
39. ↑  "Przytulisko" w Lubinie / Fundacja Św. Brata Alberta
40. ↑  Lubin / Fundacja Św. Brata Alberta
41. ↑  Nowy przystanek Lubin Stadion na łączniku magistrali E30 z Nadodrzanką (пол.), 8 червня 2018
42. ↑  Chryc, Dariusz (1 липня 2016). Ruszają Powiatowe Przewozy Pasażerskie w Lubinie.
43. ↑  Bezpłatna komunikacja miejska w Lubinie. „Ludzie powinni mieć za darmo”. natemat.pl (пол.).
44. ↑  , Rs, "Ścinawa zmienia przewoźnika"
45. ↑  SiMS - rozkład jazdy, mapa
46. ↑  , Rs, "Ścinawa zmienia przewoźnika"
47. ↑  LUBIN - Rozkład jazdy PKP PLK S.A., godziny odjazdów oraz ceny biletów - Portal Pasażera - PKP Polskie Linie Kolejowe S.A. (pl-PL)
48. 1 2  Komunikacja międzymiastowa - Rozkład jazdy / komunikacja międzymiastowa - PKS Lubin S.A.
49. 1 2  Lubin – Chocianów – Wolny Chocianów (pl-PL) , архів оригіналу за 20 січня 2022, процитовано 12 лютого 2023
50. ↑  Wyborcza.pl